# Supermarine Spitfire

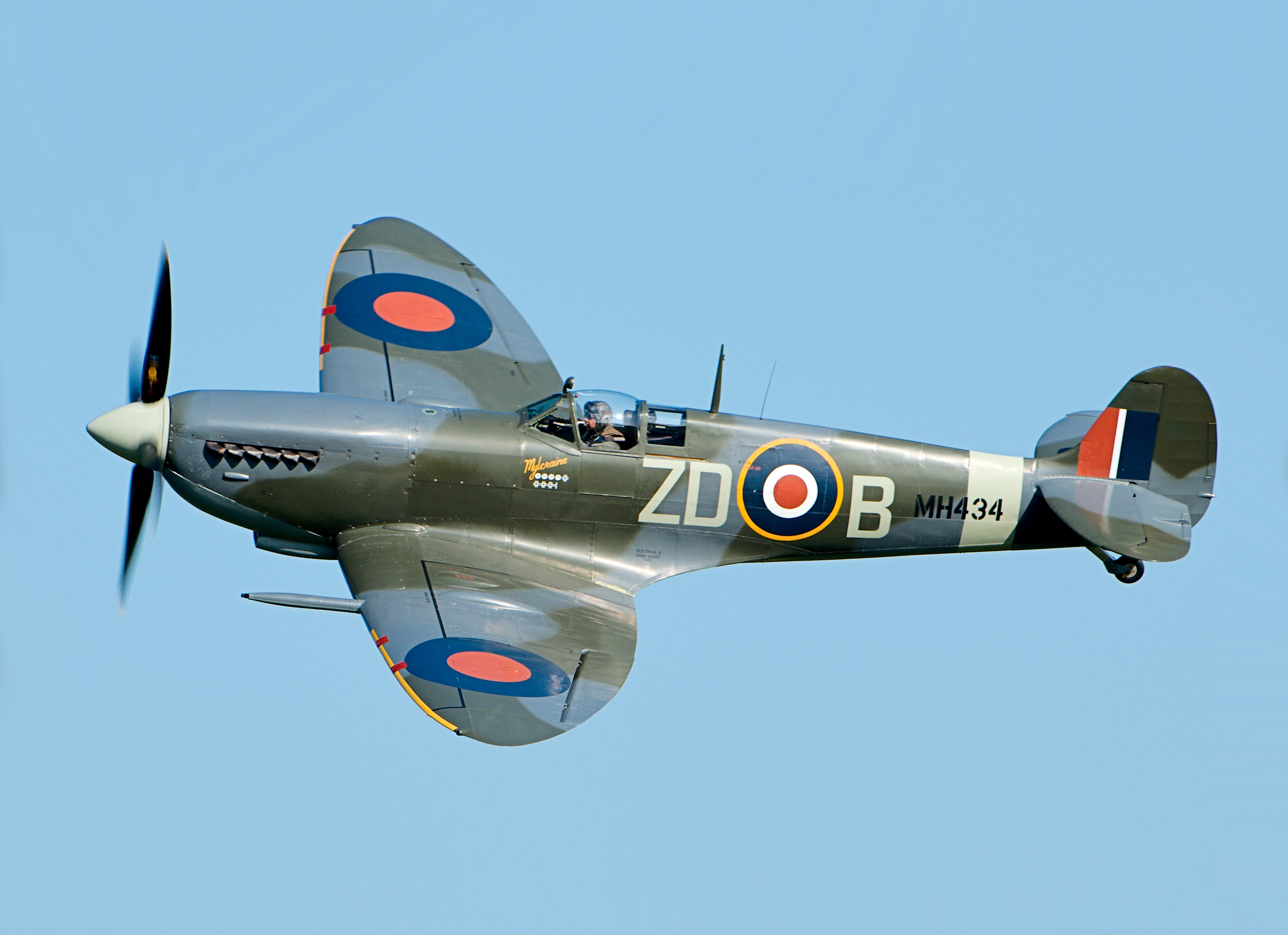
Este mismo en 2018 (ver encima).

El Supermarine Spitfire fue un caza monoplaza británico usado por la Royal Air Force (RAF) y muchos otros países Aliados durante la Segunda Guerra Mundial.Continuó siendo usado hasta los años 1950, tanto como caza de primera línea como en funciones secundarias. Fue producido en mayores números que ningún otro avión británico y fue el único caza de los Aliados en producción durante toda la guerra.
El Spitfire fue diseñado por R. J. Mitchell, diseñador jefe de Supermarine Aviation Works (subsidiaria de Vickers-Armstrong desde 1928), como un interceptor de alto rendimiento y corto alcance. Mitchell continuó refinando el diseño hasta que murió de cáncer en 1937, con lo cual su colega Joseph Smith se convirtió en diseñador jefe. El ala elíptica del Spitfire tenía una sección transversal delgada que le permitía alcanzar una velocidad punta más elevada que el Hawker Hurricane y varios cazas contemporáneos. La velocidad era vista como una cualidad esencial para llevar a cabo la misión de defensa nacional contra los bombarderos enemigos.
Durante la batalla de Inglaterra existía la percepción pública de que el Spitfire era  'el caza'  de la RAF en la batalla, cuando en realidad el más numeroso Hawker Hurricane era el que había asumido una mayor proporción de la carga de combate contra la Luftwaffe alemana.
Después de la batalla de Inglaterra, el Spitfire se convirtió en la columna vertebral del Mando de Caza de la RAF y participó en los teatros europeo, del Pacífico y en el del Sudeste Asiático. Muy querido por sus pilotos, el Spitfire sirvió en varias funciones: interceptor, fotorreconocimiento, cazabombardero, caza embarcado y entrenador. Se construyó en muchas variantes distintas, usando varias configuraciones alares. Aunque la estructura original fue diseñada para ser propulsada por el motor Rolls-Royce Merlin de 1030 HP (768 kW), era lo suficientemente adaptable como para posteriormente usar motores Merlin significativamente más potentes y también los posteriores motores Rolls-Royce Griffon; el último era capaz de proporcionar una potencia de 2035 HP (1520 kW).

## Historia
Fabricado por Supermarine, filial de Vickers-Armstrong, el Supermarine Spitfire, que tiene sus raíces en el Tipo 224, fue diseñado por R. J. Mitchell en respuesta a los requerimientos de la Especificación F.7/30. Monoplano de ala baja cantilever y construcción íntegramente metálica, tenía las alas en gaviota invertida, ruedas de aterrizaje principales fijas y con pantalones, y estaba propulsado por un motor lineal en V Rolls-Royce Goshawk II de 600 CV. Cuando se evaluó el Tipo 224, sus prestaciones fueron desalentadoras y no recabó más éxito que cualquiera de los aviones presentados a la especificación: de hecho ninguno de ellos obtuvo contratos del Ministerio del Aire británico. Tras conseguir autorización para diseñar un nuevo caza desligado de los requerimientos oficiales, Mitchell concibió el elegante Tipo 300, cuyo diseño continuó perfeccionando hasta su muerte por un cáncer en 1937. Su ala elíptica tenía una sección transversal pequeña que le permitía volar más rápido que otros modelos de la época, tales como el Hawker Hurricane de la misma RAF, además de otorgarle su aspecto característico. El Spitfire entró en servicio durante toda la II Guerra Mundial, combatiendo en todos los teatros de guerra en sus distintas variantes.
El éxito del Spitfire está indudablemente unido a los motores Rolls Royce Merlin y Rolls Royce Griffon los cuales, en su propio desarrollo, incrementaron su potencia mejorando las prestaciones del Spitfire.
El diseñador jefe de Supermarine, R. J. Mitchell, había ganado cuatro carreras del Trofeo Schneider para hidroaviones con sus diseños (Sea Lion II en 1922, S.5 en 1927, S.6 en 1929 y S.6b en 1931), al combinar los motores Napier Lion y Rolls-Royce R con diseños muy aerodinámicos. En 1931, utilizando los mismos principios, fabricó un avión como respuesta a la especificación F.7/30 del Ministerio del Aire británico para un nuevo caza monoplaza capaz de alcanzar 400 kph y equipado con cuatro ametralladoras.
Mitchell no quedó excesivamente satisfecho de su creación, por lo que dirigió su atención a mejorar el diseño como una operación privada, con el patrocinio del propietario de Supermarine, Vickers-Armstrong. El nuevo diseño al que se denominó Tipo 300 era mucho más pequeño y estilizado, poseía un tren de aterrizaje retráctil, estaba construido con revestimiento resistente, una cabina cerrada, sistema de respiración de oxígeno y el nuevo motor más potente Rolls Royce PV-12, de casi 900 CV, que se denominaría más tarde Merlin, y que sería utilizado en las variantes Mk I a Mk IX del Spitfire, hasta la llegada del motor Rolls-Royce Griffon. Tenía ocho ametralladoras, todas en las alas, que disparaban fuera del disco de la hélice; Mitchell diseñó el ala del Tipo 300 con una característica planta elíptica, para acomodar las armas en la parte exterior, con tolvas de municionamiento fácilmente accesibles a través de portezuelas en el revestimiento.

## Diseño y desarrollo
Hacia 1935, el Ministerio del Aire había observado suficientes avances en la industria aeronáutica como para probar de nuevo el diseño de un monoplano. Finalmente rechazaron el nuevo diseño de Supermarine porque no podía llevar el armamento compuesto por ocho ametralladoras y parecía no tener espacio para que pudiese hacerlo.

### Diseño del ala elíptica

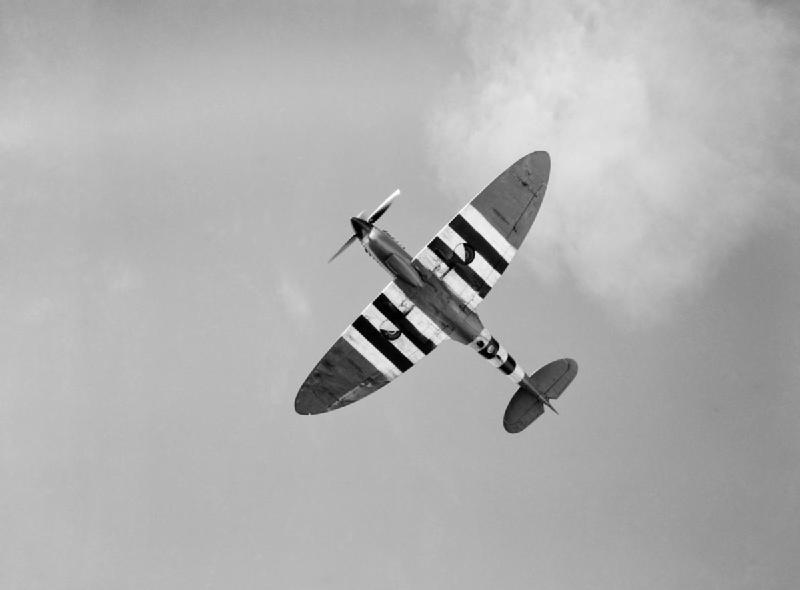
Un Spitfire de reconocimiento pintado con las bandas de invasión en 1944

Sin embargo, Mitchell pudo resolver el problema. Se ha sugerido que tras observar algunos aviones de Heinkel, Mitchell decidió que el uso de un ala de forma elíptica, que tendría más cuerda y permitiría instalar las ocho ametralladoras, mantendría una resistencia baja como el diseño anterior. El ingeniero de aerodinámica de Mitchell, Beverly Shenstone, sin embargo, señaló que el diseño de Mitchell no era una copia directa del Heinkel He 70, como se ha afirmado. Además, el ala del Spitfire sería más delgada y con una sección transversal diferente, lo que supondría un desarrollo en paralelo de la misma solución técnica: la forma elíptica es más eficiente en término de distribución de la sustentación a lo largo del ala, además de tener buenas cualidades en caso de entrada en pérdida, un dato que Mitchell habría reconocido.
En todo caso, el diseño de ala elíptica convenció al Ministerio del Aire que, tras crear la especificación F.5/34 para sus modelos de caza montados con el nuevo motor PV.12 Merlin (Hurricane y Spitfire) añadió otra más, la F.10/35, preparada sólo para el Spitfire.
El ala elíptica fue seleccionada por sus atributos aerodinámicos superiores, pero se trataba de un diseño complejo de fabricar y las alas angulares de fácil construcción del Messerschmitt Bf 109 ofrecían un rendimiento similar al del Spitfire. Se informó que el Bf 109 se podía fabricar en un tercio del tiempo que se tardaba en completar un Spitfire.
Un fallo de las alas delgadas del Spitfire se manifestaba cuando el avión alcanzaba velocidades muy altas. Cuando el piloto intentaba balancearse a esas velocidades, las fuerzas aerodinámicas expuestas en los alerones eran lo suficientemente fuertes como para girar la punta del ala en la dirección opuesta de la desviación del alerón. Se denominó como inversión del alerón y el Spitfire giraba hacia la dirección opuesta a la que el piloto había previsto.
Una característica novedosa del Spitfire era su descenso del ángulo del ala. El borde de salida giraba ligeramente hacia arriba a lo largo del ala. Esto causaba que las raíces alares entraran en pérdida antes que las puntas, reduciendo el momento de alabeo potencialmente peligroso en la entrada en pérdida conocido como tip stall, que podía provocar que el avión entrara en barrena. Cuando la raíz alar entra en pérdida, el aire turbulento golpea al elevador y la columna de mando recibe una vibración característica, alertando al piloto de que se acerca al límite de capacidad del avión, mientras que mantiene el control completo en los alerones y las puntas de las alas.
Las primeras versiones estaban equipadas con una brújula magnética P8 del Ministerio del Aire, de un diseño náutico con una construcción de bronce y cuatro amortiguadores para atenuar las vibraciones. Llevaba también un diafragma de presión para compensar los cambios por la altitud. Posteriormente, se cambió al modelo P8 M y al P11. Tras la guerra, se reemplazó por el nuevo tipo en forma de globo, utilizado en la mayoría de los aviones.

### Nombre
El Ministerio del Aire envió varios nombres a Vickers-Armstrong para el nuevo avión, conocido entonces como "Type 300". El nombre Spitfire fue sugerido por sir Robert MacLean, director de Vickers-Armstrong en ese momento, que llamaba a su hija Ann, «una fierecilla». La palabra se remonta a la época isabelina y se refiere a una persona apasionada y feroz, normalmente una mujer. El nombre se había utilizado anteriormente de forma no oficial en el diseño de Mitchell para la petición F.7/30. Se menciona que Mitchell dijo que era «solo el tipo de nombre tonto que ellos utilizarían», posiblemente una referencia sesgada de su diseño anterior menos exitoso que recibió el mismo nombre.

### Producción

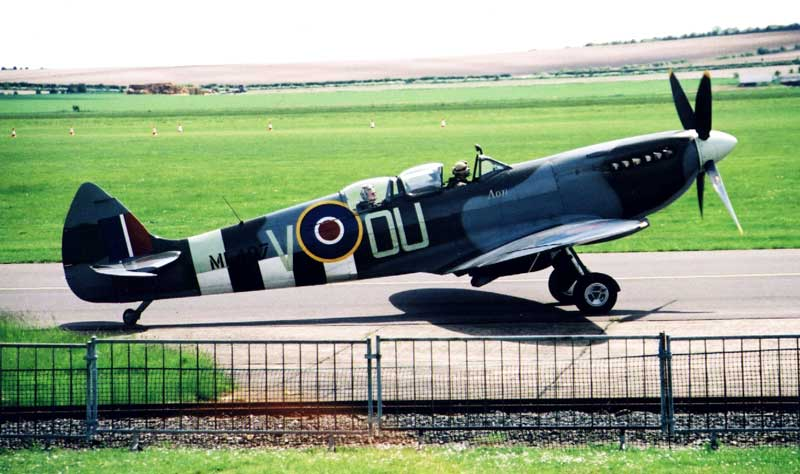
Spitfire Mk IX biplaza de entrenamiento

El prototipo (K5054) realizó su primer vuelo el 5 de marzo de 1936 en el aeródromo de Eastleigh (más tarde, aeropuerto de Southampton), solo cuatro meses después del primer vuelo del Hawker Hurricane. Las pruebas continuaron hasta el 26 de mayo de 1936, cuando el capitán J. Summers, piloto jefe de pruebas de Vickers, voló en el prototipo a la base aérea de Martlesham Heath.
El Ministerio del Aire realizó un pedido de 310 aviones el 3 de junio de 1936, antes de que se hubiese presentando ningún informe del Aeroplane & Armament Experimental Establishment (A&AE). El avión apareció al público en una exhibición aérea en Hendon el 27 de junio de ese año.
Para la construcción de los Spitfire en las cantidades pedidas, se creó una nueva fábrica en Castle Bromwich, cerca de Birmingham como sombra de la fábrica de Supermarine en Southampton. Aunque el proyecto fue finalmente dirigido por lord Nuffield, que era experto en construcciones en masa, la fabricación del revestimiento del Spitfire era demasiado compleja y se necesitó la ayuda de los ingenieros de Supermarine y Vickers-Armstrong. La fábrica fue establecida en julio de 1938 y dos meses después se comenzó a trabajar.
Se fabricaron más de 23 000 unidades de todas las variantes, incluyendo los aviones biplaza de entrenamiento. Algunos Spitfire estuvieron en servicio hasta la década de 1950. Aunque su rival en la guerra, el Bf 109, superó la producción del Spitfire, se trata del único caza británico en estar en producción continua antes, durante y después de la II Guerra Mundial. El Spitfire Mk V fue el tipo más común, con un total de 6479 unidades fabricadas, seguido de los 5665 Spitfire Mk IX.

## Modificaciones

### Cazas embarcados

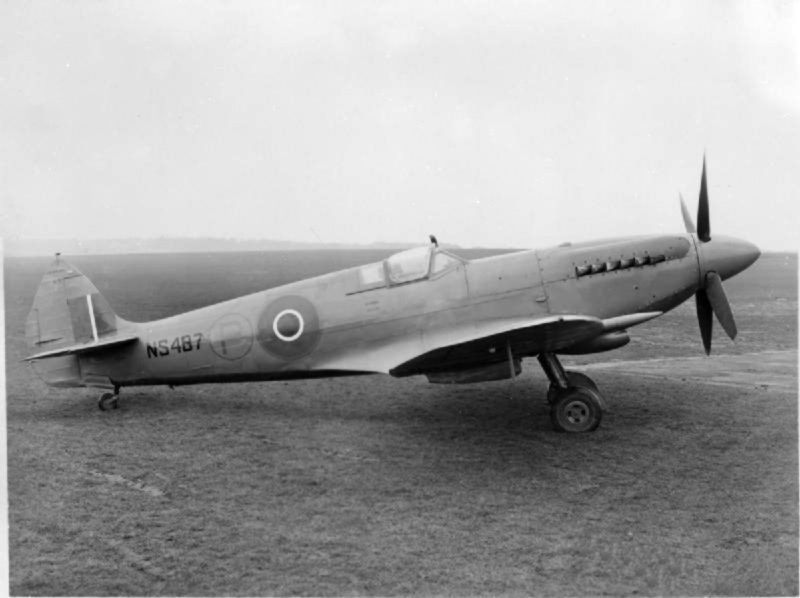
Supermarine Seafire Mk XV de Canadá

Se creó una versión del Supermarine Spitfire, denominada Seafire, para adaptarse a los portaaviones. Las modificaciones incluían un gancho de sujeción, alas plegables y otro equipo especializado. Sin embargo, como el Spitfire, el Seafire utilizaba un tren de aterrizaje estrecho, lo que dificultaba las operaciones en cubierta. Debido al peso del nuevo equipo, el centro de gravedad se desplazó hacía popa, lo que dificultaba el control a velocidades bajas como el aterrizaje en el portaaviones. Debido a estas características, el porcentaje de accidentes del Seafire era elevado.
El Seafire II podía superar al A6M Zero en altitudes bajas. Sin embargo, otros aviones embarcados de su época, como el F6F Hellcat y el F4U Corsair eran considerablemente más fuertes. El Seafire recuperó la ventaja en rendimiento cuando las últimas versiones del avión fueron equipadas con el motor Griffon, sustituyendo sus predecesores equipados con los Merlin.

### Variantes de entrenamiento
Supermarine desarrolló una variante biplaza para entrenamiento, conocida como T Mk VIII, pero no recibió pedidos para este modelo y sólo se fabricó un avión. Sin embargo, debido a la falta de una variante biplaza oficial, se modificaron sobre el terreno algunos aviones. Entre ellos se encontraban los Mk VB del Norte de África, que llevaba un segundo asiento en lugar del depósito de combustible superior, aunque no tenía controles duales. Las únicas conversiones con controles duales fueron una pequeña cantidad de aviones rusos del modelo IX.
En la posguerra, la idea fue recuperada por Supermarine y se fabricaron una cantidad de Spitfire biplazas con la conversión de los antiguos Mk IX al incorporar una segunda carlinga con una cubierta de cristal. Se vendieron a la Fuerza Aérea India y al Cuerpo Aéreo de Irlanda.

### Armamento
Las diferentes alas, equipadas con una variedad de armas, fueron utilizadas en la mayoría de los modelos básicos. Existían cinco tipo de alas, desde el tipo "A" al "E": el
- Tipo A llevaba ocho ametralladoras de .303;
- Tipo B cuatro ametralladoras de .303 y dos cañones Hispano de 20 mm; y el
- Tipo C: conocida como ala universal podía montar o cuatro cañones de Hispano Mk.V de 20 mm o dos cañones de 20 mm y cuatro ametralladoras ligeras Browning de 0.303. Con el progreso de la guerra, el tipo C se convirtió en el ala más común.
- Tipo E que llevaba dos cañones Hispano Mk.V de 20 mm y dos ametralladoras pesadas Browning MG.53-2 de 12,7 mm.

## Variantes

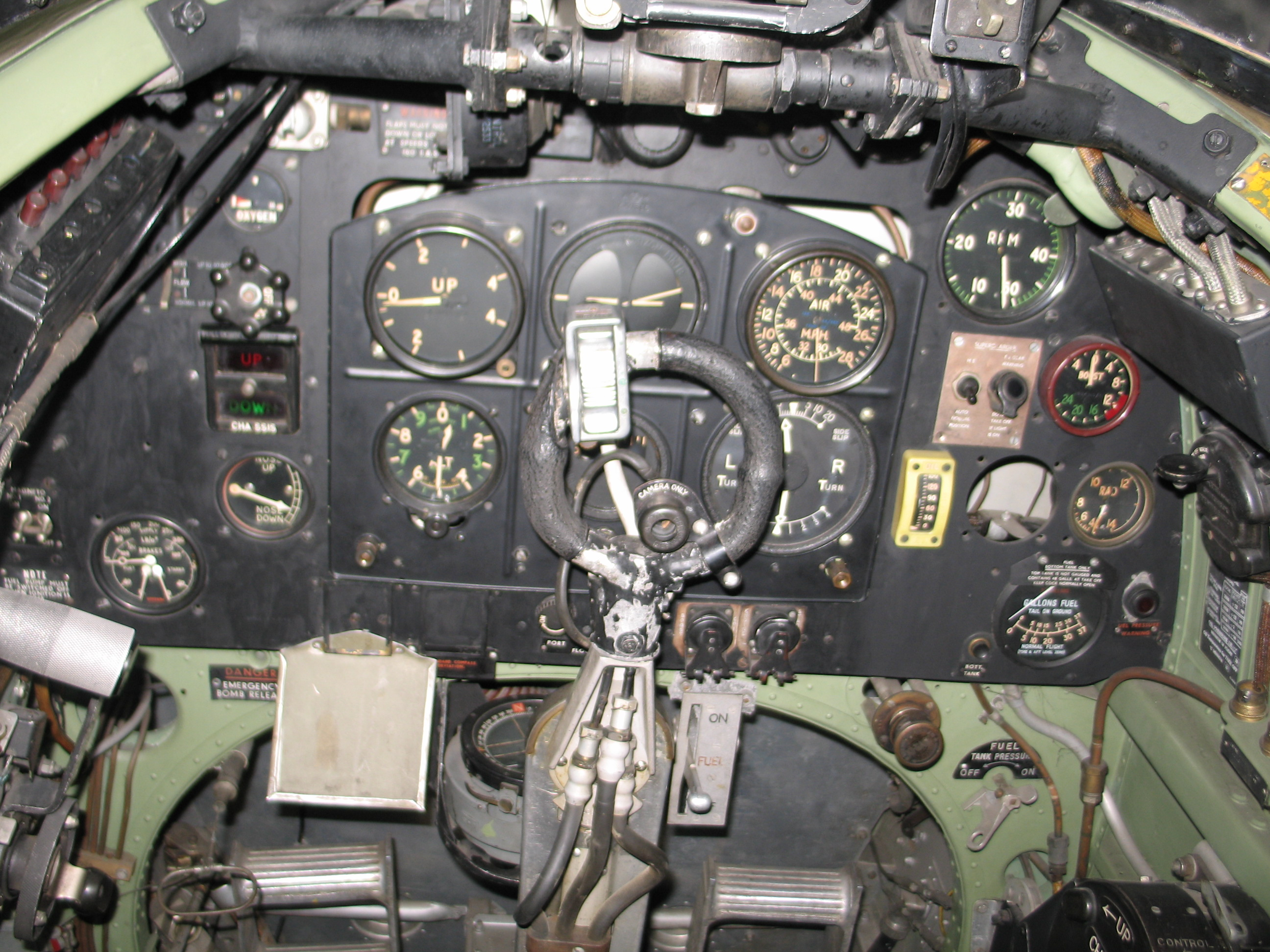
Mandos de un Spitfire

A diferencia del Hawker Hurricane (el cual en sus variantes Mk II-IV se utilizó como avión de ataque a tierra), el Spitfire disponía de una gran capacidad para mejoras futuras. Hubo un total de 24 modelos básicos (Mark o Mk) y muchas variaciones de estos modelos. Cubrían desde los distintos motores utilizados, como el Merlin y el Griffon, variante de reconocimiento y distintas configuraciones de las alas. Si bien eran ampliamente superados por las habilidades de los pilotos y aviones alemanes, el hecho de luchar sobre cielos ingleses otorgaba una ventaja al Spitfire importante. El Mando de Cazas temía realmente que en pocos días sus pilotos fueran superados; los nuevos modelos de Spitfire se demoraban y los virtuosos alemanes habían provocado temor en las filas de la RAF solamente compensado por la valentía polaca y de pilotos extranjeros que habían venido a compensar. En el último encuentro con Churchill, Dowding le dijo al Primer Ministro que necesitaban imperiosamente mejorar las fallas de sus aviones si realmente querían ganar la Batalla. 

"El cambio de estrategia de Hitler realmente nos salvó de lo que hubiera sido un desastre". Memorias (Premio Nobel de Literatura 1953)

### Variantes con motor Rolls Royce Merlin

#### Rolls Royce Merlin I

Spitfire con Rolls Royce Merlin

##### Cazas

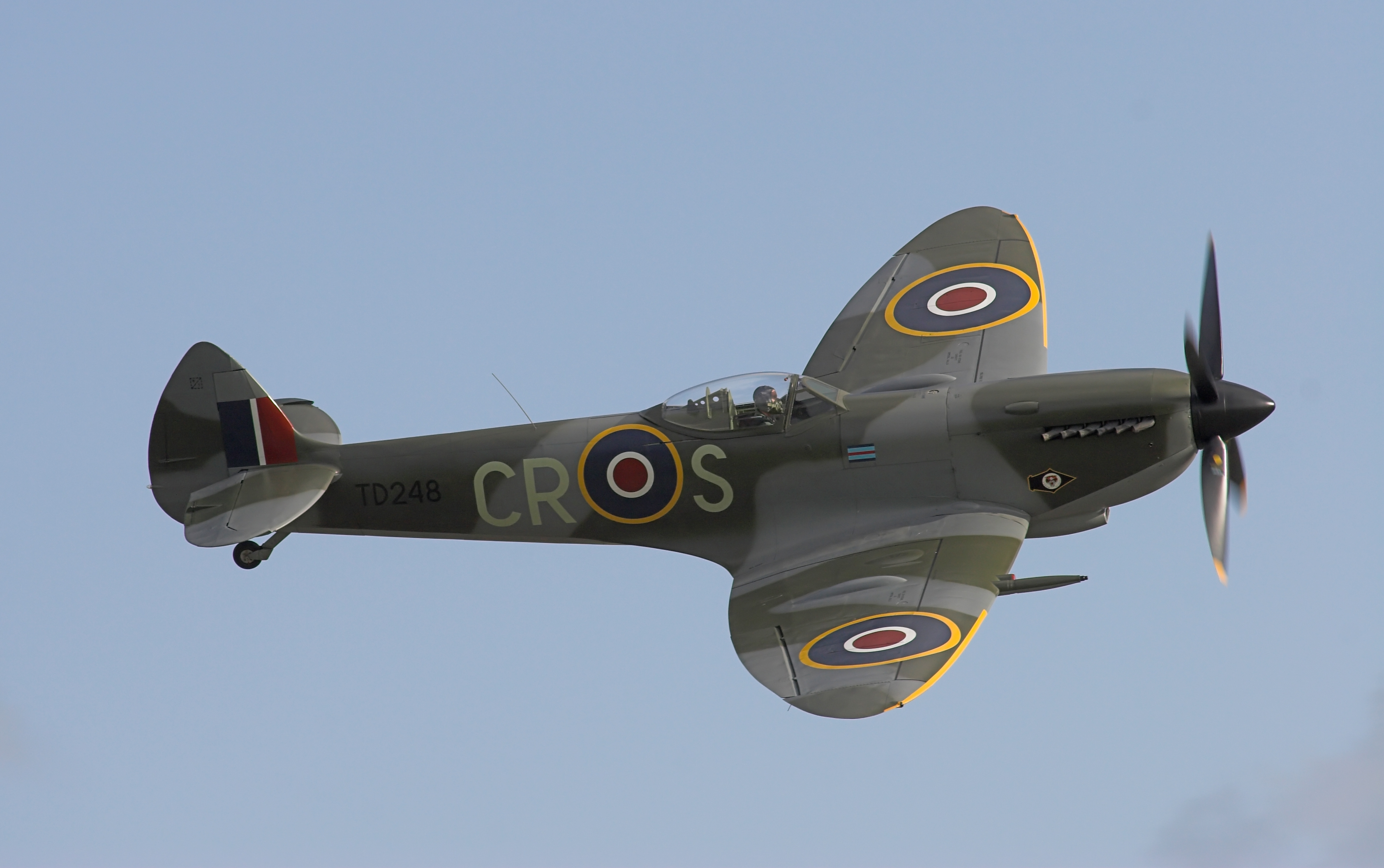
Supermarine Spitfire Mk XVI NR volando en 2006

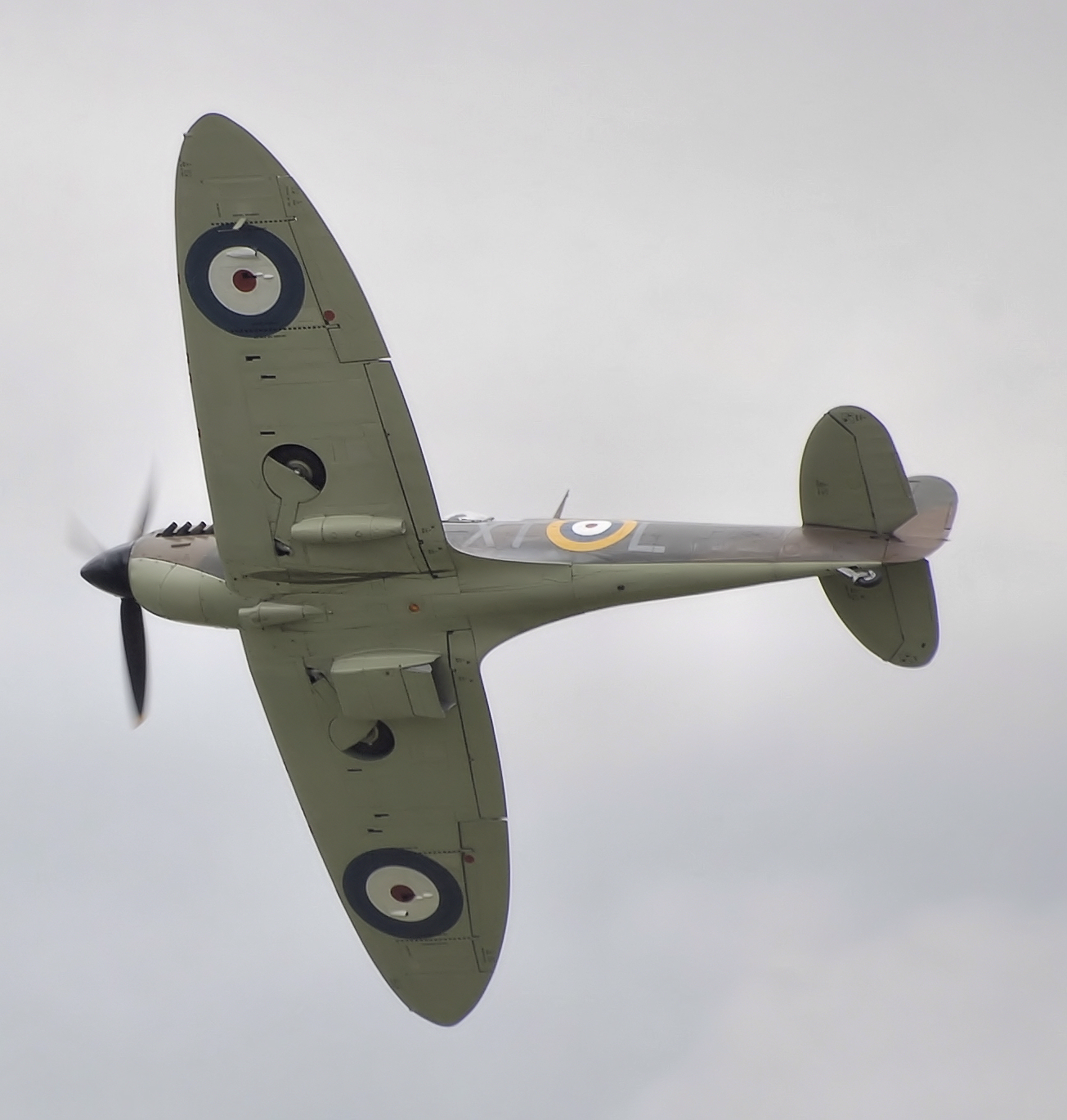
Un Spitfire Mk.2A.

Spitfire Mk.I iniciales
Esta versión correspondían a los primeros 77 cazas producidos.
- Hélice bipala de madera de paso fijo construida por Watts.
- El motor utilizaba combustible de 87 octanos, con lo cual tenía una potencia de 990 CV.
- No contaba con blindaje para el piloto y piezas vitales del caza.
- Tren de aterrizaje manual.
- Escapes del motor en forma de cola de pez.
- Cabina de lados planos.

Spitfire Mk.I intermedios
A partir del Spitfire N.º 78 se instalaron varias mejoras desde la fábrica, que luego retroactivamente se colocaron en los anteriores 77 aparatos. Algunas modificaciones fueron hechas antes de la batalla de Dunkerque y otras durante la batalla de Inglaterra.
Los principales cambios fueron:
- Instalación de hélice metálica tripala de doble paso construida por De Havilland, la cual mejoró la trepada y distancia de despegue.

- Se instaló parabrisas blindado y placa de blindaje de 3 mm sobre el tanque de combustible superior delante del parabrisas, esta placa podía desviar proyectiles que golpearan con poco ángulo de incidencia.
- Instalación de sistema IFF.
- Pedal de timón con dos travesaños, al colocar los pies en el travesaño superior se incrementaba la resistencia a las fuerzas G.
- Cabina abultada para mejorar visibilidad del piloto.

Spitfire Mk.I finales
- Instalación de hélices metálicas tripala de velocidad constante, que fueron fabricadas por Rotol y De Havilland.

##### Reconocimiento

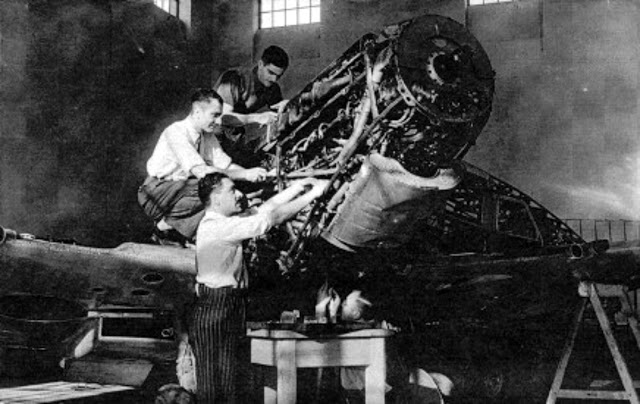
Estudiantes de la Universidad Nacional de La Plata trabajando en un Spitfire

Spitfire Mk.I Tipo A
Conversiones de Spitfire Mk.I. Aparatos con números de serie N3069 y N3071 modificados para reconocimiento desarmado, en el espacio vacío de las ametralladoras se instalaron cámaras fotográficas de apertura de 12.7 cm enfocadas hacia abajo. Estaban camuflados con el color llamado comercialmente como Camotint o duck egg (huevo de pato).
Spitfire Tipo B
Conversiones de Spitfire Mk.I. Versión de reconocimiento de medio alcance.
Montaba dos cámaras F.24 de lentes de 20.3 cm y un tanque de 132 l con lo cual se incrementó a su alcance a 532 km.
Estaban camuflados con un color azul conocido como "PR Blue" el cual se confundía con facilidad a gran altitud. El 10 de febrero de 1940, el oficial de vuelo Maurice Longbottom realizó un vuelo de 3º20" desde Essex a hasta las bases navales de Wilhelmshaven.
Spitfire Tipo C o Spitfire PR.Mk.III
Conversiones de Spitfire Mk.I. Versión de reconocimiento de largo alcance.
Spitfire Tipo D o Spitfire PR.Mk.IV 
Caza de reconocimiento de muy largo radio de acción. Se rediseñó el ala para albergar 519 l. Las modificaciones necesarias para sellar el ala por delante del larguero retrasaron la entrada en servicio hasta octubre de 1940.
Spitfire Tipo E o Spitfire PR.Mk.V 
Versión de reconocimiento a baja cota, cámaras oblicuas dispuestas en un ángulo de 15.º hacia adelante y 90.º paralelo a la altura del vuelo e instaladas en el espacio del armamento normal.
Spitfire Tipo F o Spitfire PR.Mk.VI 
Marzo de 1940. Versión de reconocimiento de muy largo radio de acción.
Un tanque fijo bajo cada ala de 135 l, otro de 132 l interno ubicado detrás del piloto. Por el mayor radio de acción se incrementa el uso de aceite del motor por lo cual se rediseñó el tanque de aceite debajo del motor, por la misma razón se instalaron cinco botellas de oxígeno para el piloto.
Primera versión capaz de realizar misiones de reconocimiento sobre Berlín.
Spitfire Tipo G o Spitfire PR.Mk.VII 
Reconocimiento armado a baja altitud.

#### Rolls Royce MerlinXII
- Spitfire Mk.II
- Spitfire Mk.II Long Range
- Spitfire Mk.IIc

#### Rolls Royce Merlin45

##### Cazas
- Spitfire Mk.V
- Spitfire Mk.VI

##### Cazas embarcados
- Seafire IC
- Seafire IIC
- Seafire III

##### Reconocimiento
- Spitfire Mk.XIII: Spitfire Mk.V modificado para reconocimiento. Merlin 32.

#### Rolls Royce Merlin61

##### Cazas
- Spitfire Mk.IX
- Spitfire Mk.VIII
- Spitfire Mk.VII
- Spitfire Mk.XVI

##### Reconocimiento
- Spitfire PR.IX
- Spitfire PR.X
- Spitfire PR.XI

### Variantes con motor Griffon
El primer Mk XII con motor Rolls Royce Griffon voló en agosto de 1942, pero solo cinco aviones estuvieron en servicio a final del año. Este modelo podía alcanzar los 643 km/h y ascender hasta los 10 000 m.
Los nuevos Spitfires con motor Griffon empezaron a ser utilizados como interceptores de defensa aérea: se utilizaban contra las incursiones de ataque a baja altura y las bombas volantes V-1.
Como los aviones estadounidenses realizaban principalmente misiones de escolta en los bombardeos diurnos, los Spitfires comenzaron a realizar tareas de superioridad aérea como interceptores, mientras que los modelos equipados con el motor Merlin, principalmente el Mk IX y el Mk XVI con motor Packard, fueron adaptados a tareas de cazabombarderos.
Aunque los aviones equipados con el Griffon perdieron algo de facilidad en su manejo con respecto a sus predecesores, mantenían su ventaja de maniobrabilidad con respecto a la mayoría de los diseños alemanes y estadounidenses durante su producción. Los Spitfire y Seafire con motor Griffon continuaron en servicio en escuadrones de la Royal Auxiliary Air Force y la Royal Naval Reserve hasta 1951-52. El último vuelo de un Spitfire en la RAF se realizó el 9 de junio de 1957 en la base aérea de Woodvale. Fue el último vuelo de un caza de motor de pistones de la RAF.

#### Cazas
- Spitfire IV, XX, XII

- Spitfire XIV:

El Mk. XIV fue el primer Spitfire con motor Griffon de producción en serie. Este motor proporcionó a la nueva versión una velocidad máxima de 790 km/h. Esta velocidad permitía a los pilotos del Mk. XIV capturar y destruir las bombas volantes V-1 en su recorrido a Inglaterra. El Mk. XIV fue utilizado por la Segunda Fuerza Aérea Táctica en Europa y en el Lejano Oriente por la RAF (Royal Air Force) desde 1944 a 1945. El Mk. XIV estuvo en servicio hasta el año 1955.
- Spitfire XVIII
- Spitfire F.21
- Spitfire F.22

#### Cazas embarcados
- Seafire XV
- Seafire XVII
- Seafire 45
- Seafire 46
- Seafire 47

#### Reconocimiento
- Spitfire FR.Mk.XIVe
- Spitfire FR.Mk.XVIIIe
- Spitfire PR.XIX

### Especificaciones (Mk I-Mk 22)

#### Supermarine Spitfire Mk I
Versión de producción inicial, construida según la Especificación 16/36; primer contrato firmado el 3 de junio de 1936. El primer avión voló el 14 de mayo de 1938, con 1030 caballos de fuerza Merlin II; Merlin III introducido en el avión 175. Los primeros aviones con hélice de madera Airscrew Co de dos palas; Hélice de metal de tres palas pronto estandarizada - DH de dos posiciones, luego DH o (solo algunos) Rotol unidad de velocidad constante. Entró en servicio en agosto de 1938 con el Escuadrón No 19 en Duxford y nueve escuadrones operativos en septiembre de 1939, con diez más a mediados de 1940. Designación Supermarine Spitfire IA adoptada retrospectivamente en 1940 después de que 30 aviones fueran designados como Supermarine Spitfire IB cuando estaban equipados con dos cañones Hispano de 20 mm cada uno en lugar de cuatro de las ametralladoras. Producción total de Mk I (excluidas las conversiones a prototipos de marcas posteriores), 1519 de Supermarine y 50 de Westland. Un Mk que exporté a Francia, mediados de 1939; 18 ex-RAF Mk Is a Portugal en 1942. Un escuadrón de la RAAF, un RNZAF y dos de la RCAF volaron el Supermarine Spitfire Is que se mantuvo con la fuerza de la RAF.

#### Supermarine Spitfire Mk II
Similar al Mk I, pero propulsado por un Merlin XII de 1175 hp y con mejoras operativas introducidas progresivamente en el Mk Is. Tres (o más) Mk Is volados con Merlin XII antes de la primera producción Mk II (Supermarine Type 329) completada en junio de 1940 en Castle Bromwich Aircraft Factory. El uso operativo comenzó en agosto de 1940 con el No 611 Sqn y la producción totalizó 751 Supermarine Spitfire IIA con ocho ametralladoras y 170 Supermarine Spitfire IIB con dos cañones y cuatro ametralladoras. Para un alcance extendido, el Supermarine Spitfire IIA (LR) llevaba un tanque de combustible de 30 galones imp (136-1) que se ajustaba al ras debajo del borde de ataque del ala de babor; uso limitado por cinco escuadrones de la RAF a mediados de 1941. El Supermarine Spitfire IIC (más tarde, ASR Mk II) fue adaptado para tareas de rescate aire-mar, con 1240 hp Merlin XX en lugar de Merlin XII, paquetes de rescate en los toboganes de bengalas y bombas marcadoras debajo del ala de babor. Aproximadamente 50 conversiones voladas por escuadrones de la RAF desde 1943. Supermarine Spitfire Us de las existencias de la RAF disponibles para los escuadrones de la RAAF, RCAF y RNZAF en el Comando de combate, junto con, en 1941, tres escuadrones Eagle tripulados por Estados Unidos y unidades de las Forces Aeriennes Francaises Libres. Las marcas posteriores volaron por la mayoría de estas unidades a medida que estuvieron disponibles.

#### Supermarine Spitfire Mk III
Fuselaje único Mk I (N3297) volado en marzo de 1940 con Merlin RM3SM (es decir, Merlin XX) y mejoras operativas / de rendimiento que incluyen fortalecimiento estructural, rueda de cola retráctil y ala de envergadura corta de 30 pies 6 pulgadas (9,30 m). Los planes de producción se cancelaron y el prototipo (Supermarine Tipo 330) se equipó más tarde con el motor Merlin de dos velocidades de dos velocidades de la serie 60/61. Segunda conversión Mk III (Tipo 348) en 1941, basada en la estructura del avión Mk V y utilizada para desarrollar un nuevo u/c con ruedas principales inclinadas hacia adelante 2 pulgadas (1,5 cm) y, más tarde, armamento de ala de cuatro cañones.

#### Supermarine Spitfire P.R. Mk IV
Caza de reconocimiento de muy largo radio de acción. Se rediseñó el ala para albergar 519 l. Las modificaciones necesarias para sellar el ala por delante del larguero retrasaron la entrada en servicio hasta octubre de 1940.

#### Supermarine Spitfire Mk V
Tercera versión de producción principal, que combina las características de la estructura del avión Mk I / II con un motor Merlin 45 de una sola etapa y una velocidad de 1185 hp. La instalación del prototipo en un Mk I voló por primera vez en diciembre de 1940 y se realizaron 154 conversiones Mk I y Mk II en 1941. La primera producción Mk V (Supermarine Type 331) voló desde CBAF en junio de 1941 y la producción totalizó 4.489 en esa fábrica, 1363 por Supermarine y 635 por Westland. Además, unos 200 Mk I / II se reunieron con el estándar Mk V. El uso del servicio comenzó a mediados de mayo con el n.° 92 Sqn. La producción incluyó 94 Supermarine Spitfire VA con armamento de ocho cañones, 3911 Supermarine Spitfire VB con armamento de dos cañones / cuatro mg y 2467 Supermarine Spitfire VC que introdujo una nueva ala (Supermarine Tipo 349) a finales de 1941 que podía llevar cuatro cañones sin mg. o disposición de dos cañones / cuatro mg como Mk VB. La producción total también incluyó 15 Supermarine Spitfire PR Mk V de reconocimiento fotográfico (ver la entrada separada para el Supermarine Spitfires de reconocimiento fotográfico). Para el servicio en Oriente Medio y, más tarde, en el Lejano Oriente, las versiones tropicales introdujeron un filtro de polvo Vokes grande sobre la entrada de aire del carburador debajo de la nariz, o un filtro pequeño desarrollado e instalado en Aboukir en Egipto. Para ampliar el alcance, Supermarine Spitfire Vs (y marcas posteriores) llevaban tanques de barriga empotrados de 30 o 45 galones imp (136 o 205-1) de capacidad en operaciones regulares, 90 galones imp (409-1) para especiales. Vuelos de ferry o versión 170-Imp gal (773-1) utilizada por 17 aviones que volaron desde Gibraltar a Malta a fines de 1942. Desde fines de 1942, el prefijo de rol de 'luchador' resultó en Supermarine Spitfire F Mk VA, F Mk VB y F Mk Designaciones VC, utilizando motores Merlin 45, 46, 50, 50A, 55 o 56 de altitud media. Para operaciones de menor altitud, El Supermarine Spitfire LF Mk VB usó Merlin 45M, 50M o 55M, con impulsores de sobrealimentación recortados y una potencia de combate de 1,585 hp. A muchos Supermarine Spitfire V se les quitaron las puntas de las alas ('recortaron'), lo que redujo el alcance a 32 pies 2 pulgadas (9,80 m). A partir de 1942, los Supermarine Spitfire V se adaptaron para llevar una bomba de 113 kg (250 lb) debajo de cada ala, o una bomba de 227 kg (500 lb) debajo del fuselaje en lugar de un tanque de largo alcance. Algunos aviones fueron equipados con ganchos para remolcar planeadores Hotspur en escuelas de entrenamiento. En 1944 se probó una versión de dron controlado por radio, y en Alemania se equipó un Mk VB capturado con 1475 hp Daimler-Benz DB 605A. En Egipto, dos Supermarine Spitfire VC equipados con puntas de ala extendidas, Merlin 46 impulsados y hélices de cuatro palas operaron hasta 50 000 pies (15 240 m) para interceptar Ju 86P-2. Supermarine Spitfire Vs operado en Europa y Medio Oriente por escuadrones de la RAF, RCAF, RNZAF y RAAF desde 1941 en adelante; en India / Birmania desde finales de 1943, y en Australia, donde 245 Supermarine Spitfire VC y un VB fueron transferidos de RAF a RAAF en 1942-43 (más 11 perdidos en ruta). A partir de finales de 1942, diez escuadrones de la SAAF volaron Supermarine Spitfire V (y/o Mk IX) en el norte de África, Sicilia e Italia, incluido el Escuadrón No 40 que operaba en el papel 'Tac R' para el que Supermarine Spitfires llevaba una cámara oblicua solo detrás de la cabina. Desde mediados de 1942, unos 600 Supermarine Spitfires (en su mayoría Mk V) se suministraron a las unidades de la USAAF que volaban en el Reino Unido y el norte de África en una base de "préstamo-arrendamiento inverso", conservando las series de la RAF. Dos (o más) AV Mk a EE. UU. En 1941 para su evaluación. El suministro de Spitfires Supermarine a la Unión Soviética comenzó a principios de 1943 con la transferencia de 143 Mk VB; a finales de 1943, la RAF lanzó 33 Mk VB a Portugal. Un escuadrón del AF Egipcio R estaba equipado con Supermarine Spitfire VC.

##### Mk Vb
El Mk VB se convirtió en la principal versión de producción del Mark Vs. Junto con la nueva serie Merlin 45, se instaló de serie el ala B. A medida que avanzaba la producción, se incorporaron cambios, algunos de los cuales se convirtieron en estándar en todos los Spitfires posteriores. La producción comenzó con varios Mk IB que Supermarine convirtió en Mk VB. A principios de 1941, las chimeneas de escape de sección redonda se cambiaron a un tipo de cola de pez, aumentando marginalmente el empuje de escape. Algunos VB y VC de producción tardía estaban equipados con seis tubos de escape más cortos por lado, similares a los de los Spitfire Mk IX y Seafire Mk III; originalmente se estipuló que esto se aplicaba específicamente a VB (trop) s. Después de algunos problemas iniciales con los enfriadores de aceite originales de tamaño Mk I, se instaló un enfriador de aceite más grande debajo del ala de babor; esto podría reconocerse por una carcasa más profunda con una entrada circular. Desde mediados de 1941, los alerones cubiertos de aleación se convirtieron en un accesorio universal.
Se realizó un flujo constante de modificaciones a medida que avanzaba la producción. Se introdujo un capó de cabina "soplado", fabricado por Malcolm, en un esfuerzo por aumentar aún más el espacio para la cabeza y la visibilidad del piloto. Muchos VB de producción media a tardía, y todos los VC, utilizaron el conjunto de parabrisas mejorado y modificado con el panel central integral resistente a las balas y las pantallas laterales planas introducidas con el Mk III. Debido a que el marco trasero de este parabrisas era más alto que el del modelo anterior, los capós de la cabina no eran intercambiables y podían distinguirse por el marco trasero más ancho en el capó utilizado con el parabrisas de estilo tardío.
Se instalaron diferentes tipos de hélice, según el lugar donde se construyó el Spitfire V: los VB y VC fabricados por Supermarine y Westland utilizaron unidades de velocidad constante De Havilland de 3 palas de 10 pies 9 pulgadas (3,28 m) de diámetro, con palas metálicas estrechas, mientras que Castle Bromwich fabricó Los VB y VC fueron equipados con una hélice Rotol de velocidad constante de palas anchas de 10 pies 9 pulgadas (3,28 m) de diámetro, con palas metálicas, o (en Spitfires de producción tardía) de 10 pies 3 pulgadas (3,12 m) de diámetro, con más ancho, "Cuchillas de Jablo"(madera comprimida). Las hiladoras Rotol eran más largas y puntiagudas que las de Havilland, lo que conducía a un aumento de 3,5 pulgadas (8,9 cm) en la longitud total. Las hélices Rotol permitieron un modesto aumento de velocidad de más de 20 000 pies (6100 m) y un aumento en latecho de servicio. Una gran cantidad de Spitfire VB fueron equipados con sistemas de "intensificador de calentador de pistola" en las chimeneas de escape. Estos conducían aire caliente adicional a los compartimentos de las armas. Había una entrada tubular corta en la parte delantera de la primera pila y un tubo estrecho conducía al capó del motor desde el escape trasero. 
La serie VB fueron los primeros Spitfires capaces de llevar una gama de tanques de caída tipo zapatilla especialmente diseñados que se instalaron debajo de la sección central del ala. Se colocaron pequeños ganchos justo delante de las solapas interiores. Cuando se soltó el tanque, estos ganchos atraparon el borde de fuga del tanque, alejándolo del fuselaje.
Con la llegada del magnífico Focke-Wulf Fw 190 en agosto de 1941, el Spitfire fue por primera vez realmente superado, acelerando el desarrollo del Mk IX "interino". En un esfuerzo por contrarrestar esta amenaza, especialmente en altitudes más bajas, el VB fue la primera versión de producción del Spitfire en usar puntas de ala recortadas como una opción, reduciendo la envergadura a 32 pies 2 pulgadas (9,8 m). Las alas recortadas aumentaron la velocidad de balanceo y la velocidad del aire en altitudes más bajas. Se utilizaron varias versiones diferentes de la familia Merlin 45/50, incluido el Merlin 45M que tenía un sobrealimentador "recortado" más pequeño. El impulsor y el impulso aumentaron a +18 lb. Este motor produjo 1585 hp (1182 kW) a 2,750 pies (838 m), aumentando la velocidad máxima de ascenso del LF VB a 4720 pies/min (21,6 m/s) a 2000 pies (610 m). 
El Mk VB (trop) (o tipo 352) podría identificarse por el gran filtro de aire Vokes colocado debajo de la nariz; la velocidad reducida del aire al sobrealimentador tuvo un efecto perjudicial en el rendimiento de la aeronave, reduciendo la velocidad máxima en 8 mph (13 km/h) y la velocidad de ascenso en 600 pies/min (3,04 m/s), pero la disminución del rendimiento se consideró aceptable. Esta variante también estaba equipada con un tanque de aceite más grande y equipo de supervivencia en el desierto detrás del asiento del piloto. Se aplicó un nuevo esquema de camuflaje del desierto. Muchos VB (trop) fueron modificados por 103 MU (Depósitos de la Unidad de Mantenimiento-RAF en los que los aviones nuevos de fábrica se llevaron a los estándares de servicio antes de ser entregados a los escuadrones) en Aboukir, Egipto reemplazando el filtro Vokes con filtros tipo Aboukir fabricados localmente, que eran más ligeros y aerodinámicos. En las fotos se pueden identificar dos diseños de estos filtros: uno tenía una carcasa de filtro voluminosa y cuadrada, mientras que el otro era más aerodinámico. Dichos aviones generalmente estaban equipados con la hélice Rotol de hoja ancha y alas recortadas.

#### Supermarine Spitfire Mk VI
Versión para gran altitud del Supermarine Spitfire VB (Supermarine Type 350), con cabina presurizada con capota sellada que se puede ajustar a chorro, Merlin 47 de 1415 hp con hélice de cuatro palas y puntas de ala extendidas que dan 40 pies 2 pulg. (12,24 m) de luz. Conversión de prototipo de Mk V durante 1941 y 100 construidos por Supermarine en 1942; entró en servicio en abril de 1942 con los números 616 y 124 escuadrones.

#### Supermarine Spitfire Mk VII
Caza de gran altitud evolucionado de Supermarine Spitfire VC (Supermarine Tipo 351) con cabina presurizada, capó deslizante, mayor capacidad de combustible, rueda de cola rectificable, dos etapas, dos velocidades, 1565 hp Merlin 61 o 1710 hp Merlin 64 (en Supermarine Spitfire F Mk VII) o Merlin 71 de gran altitud de 1475 CV (Supermarine Spitfire HF Mk VII). Las puntas de las alas extendidas generalmente se instalan y, posteriormente, los aviones, el timón de cuerda ancha con la punta extendida. Las conversiones de prototipos de Mk VC volaron la segunda mitad de 1942; 140 producidos por Supermarine, las primeras entregas en septiembre de 1942 y las operaciones comenzaron el mismo mes. Un Mk VII entregado a las USAAF en Wright Field en abril de 1943.

#### Supermarine Spitfire Mk VIII
Similar al Mk VII, pero sin cabina presurizada. Armamento como Mk VC, mejoras estructurales y de sistemas como Mk VII, timón ampliado (excepto los primeros aviones) y filtro tropical compacto Aero-Vee de serie. El desarrollo del prototipo incluyó el Mk III (N3297) equipado con Merlin 61 a principios de 1942. La producción (Supermarine Type 360) totalizó 1658 de Supermarine en tres subvariantes designadas según la clasificación de altitud del motor: Supermarine Spitfire LF Mk VIII con 1705 hp Merlin 66; Supermarine Spitfire F Mk VIII con Merlin 61 de 1565 hp o Merlin 63 de 1710 hp; y Supermarine Spitfire HF Mk VIII con 1655 hp Merlin 70. La mayoría de los Supermarine Spitfire VIII volaron con alas de envergadura estándar, pero las puntas extendidas o recortadas se usaban según las necesidades operativas sin cambio de designación. Introducción del servicio, a mediados de 1943, principalmente en el norte de África, Sicilia e Italia, incluidos algunos escuadrones de la SAAF. Más tarde, los Supermarine Spitfire VIII reemplazaron a los Mk VC en los escuadrones que operaban en el teatro CBI y equiparon unidades de la Fuerza Aérea India. En 1944, la RAAF se hizo cargo de 251 LF Mk VIII para sus escuadrones en Nueva Guinea; Se recibieron 159 Mk VIII más después de la guerra. En el papel de cazabombarderos, algunos Mk VIII llevaban dos bombas de 500 libras (227 kg) bajo el fuselaje; los aviones posteriores utilizaron tanques de largo alcance en forma de lágrima de 45 litros (205 l) en lugar del anterior tipo zapatilla.

#### Supermarine Spitfire Mk IX
Cuarta gran variante de combate de producción (Supermarine Type 361), que combina el fuselaje Mk VC con el motor de la serie Merlin 60 de dos etapas y dos velocidades, pero sin otras mejoras diseñadas para el (posterior) Supermarine Spitfire VIII. Los primeros Merlin 60 y 61 fueron probados en vuelo en Supermarine Spitfire III (desde el 19 de agosto de 1941) y un Supermarine Spitfire IA, seguido de la conversión por Rolls-Royce de dos Mk VC a prototipos Mk IX con Merlin 61 a principios de 1942. Otras 282 conversiones de fuselajes Mk V por Rolls-Royce; la producción totaliza 5095 por CBAF y 561 por Supermarine. El uso del servicio comenzó en junio de 1942 en No 64 Sqn. Los primeros aviones estándar tenían armamento de ala 'C', envergadura de ala estándar, Merlin 61 y provisión para bastidores de bombas de ala y fuselaje. Más tarde, las designaciones se utilizaron para diferenciar la clasificación de altitud del motor: Supermarine Spitfire LF Mk IX con Merlin 66, Supermarine Spitfire F Mk IX con Merlin 61 o 63 y Supermarine Spitfire HF Mk IX con Merlin 70. El timón de cuerda ancha y punta puntiaguda se convirtió en estándar más tarde, al igual que el filtro tropical compacto Aero-Vee. Los CBAF Mk IX de producción tardía tenían un fuselaje trasero recortado con un dosel de visión de 360 grados, y la designación Supermarine Spitfire IXE (con prefijo LF, F o HF) indicaba un nuevo armamento de ala de dos cañones de 20 mm y dos de 0,50 pulgadas (12,7 pulgadas). -mm) ametralladoras. Más de 50 escuadrones de la RAF y la Commonwealth volaron Supermarine Spitfire IX, principalmente en el teatro europeo, y se suministraron 1188 Mk IX a la Unión Soviética en 1943-44; al menos un Mk IX se modificó en Rusia a una configuración de entrenamiento de dos asientos. Un pequeño número de Supermarine Spitfire IX complementaron a los Mk V en el servicio de la USAAF en la Duodécima Fuerza Aérea. Al igual que el filtro tropical compacto Aero-Vee. Los CBAF Mk IX de producción tardía tenían un fuselaje trasero recortado con un dosel de visión de 360 grados, y la designación Supermarine Spitfire IXE (con prefijo LF, F o HF) indicaba un nuevo armamento de ala de dos cañones de 20 mm y dos de 0,50 pulgadas (12,7 pulgadas). -mm) ametralladoras. Más de 50 escuadrones de la RAF y la Commonwealth volaron Supermarine Spitfire IX, principalmente en el teatro europeo, y se suministraron 1188 Mk IX a la Unión Soviética en 1943-44; al menos un Mk IX se modificó en Rusia a una configuración de entrenamiento de dos asientos. Un pequeño número de Supermarine Spitfire IX complementaron a los Mk V en el servicio de la USAAF en la Duodécima Fuerza Aérea. Al igual que el filtro tropical compacto Aero-Vee. Los CBAF Mk IX de producción tardía tenían un fuselaje trasero recortado con un dosel de visión de 360 grados, y la designación Supermarine Spitfire IXE (con prefijo LF, F o HF) indicaba un nuevo armamento de ala de dos cañones de 20 mm y dos de 0,50 pulgadas (12,7 pulgadas). -mm) ametralladoras. Más de 50 escuadrones de la RAF y la Commonwealth volaron Supermarine Spitfire IX, principalmente en el teatro europeo, y se suministraron 1188 Mk IX a la Unión Soviética en 1943-44; al menos un Mk IX se modificó en Rusia a una configuración de entrenamiento de dos asientos. Un pequeño número de Supermarine Spitfire IX complementaron a los Mk V en el servicio de la USAAF en la Duodécima Fuerza Aérea. Ametralladoras de 7 mm). Más de 50 escuadrones de la RAF y la Commonwealth volaron Supermarine Spitfire IX, principalmente en el teatro europeo, y se suministraron 1188 Mk IX a la Unión Soviética en 1943-44; al menos un Mk IX se modificó en Rusia a una configuración de entrenamiento de dos asientos. Un pequeño número de Supermarine Spitfire IX complementaron a los Mk V en el servicio de la USAAF en la Duodécima Fuerza Aérea. Ametralladoras de 7 mm). Más de 50 escuadrones de la RAF y la Commonwealth volaron Supermarine Spitfire IX, principalmente en el teatro europeo, y se suministraron 1188 Mk IX a la Unión Soviética en 1943-44; al menos un Mk IX se modificó en Rusia a una configuración de entrenamiento de dos asientos. Un pequeño número de Supermarine Spitfire IX complementaron a los Mk V en el servicio de la USAAF en la Duodécima Fuerza Aérea.

#### Supermarine Spitfire Mk X
El Spitfire Mk. X siguió al Mk. XI en producción y fue casi idéntico. Tenía una cabina presurizada y un capó corredizo Lobelle, y ofrecía un rendimiento similar. Es interesante que Mk.X Spitfires se pusieron en la producción de un año después de la introducción de PR Mk.X. Esta versión tenía las mismas alas que el "Mk XI" más joven, es decir, alas sin armas, pero con una gran cantidad de combustible. En cada mitad del ala había un tanque de combustible integral con un volumen de 66,5 galones (302,3 l). Los soportes para montar las cámaras eran idénticos a los de la Mk.XI. Sin embargo, el "Ten" era una versión de gran altitud y, por lo tanto, tenía una cabina presurizada idéntica a la versión de caza de gran altitud Spitfire HF Mk.VII. La cabina presurizada proporcionó a los pilotos algo de comodidad durante los vuelos de larga distancia a grandes altitudes, pero, por otro lado, su gran peso redujo significativamente la agilidad de la aeronave y la velocidad, altitud y destreza fueron la única protección para las aeronaves desarmadas cuando se encontraron con cazas alemanes. Una vez más, los pilotos se quejaron de la mala característica de la cabina presurizada: la vista distorsionada y deteriorada a través de la gruesa cubierta de metacrilato de la cabina.
El avión estaba propulsado por un motor Merlin 77, que le proporcionaba buena velocidad y escalabilidad. Este motor no se puso en marcha mediante un pirocartucho, pues en su lugar se instaló un compresor Marshall IX A, que se utilizó para presurizar la cabina. Solo se produjeron 16 aviones.

#### Supermarine Spitfire Mk XI
El Mk XI (estándar tipo 365, tipo 370 tropicalizado) se basó en una combinación de características de las marcas VII, VIII y IX. El Mk XI fue la primera variante de relaciones públicas en tener la opción de usar dos cámaras F52 montadas verticalmente con lentes de 36 pulgadas de distancia focal en el fuselaje detrás de la cabina. Se podrían instalar varias otras configuraciones, dependiendo de la misión; la instalación X Type, por ejemplo, tenía dos F24 montados verticalmente con lente de 14 pulgadas y un F24 oblicuo con una lente de 8 pulgadas montada arriba y mirando hacia el puerto. Los PR Mk XI utilizados para el reconocimiento táctico tenían una cámara adicional orientada verticalmente en un carenado debajo de cada ala.
Físicamente, los Mk XI tenían un carenado de morro más profundo para acomodar un tanque de aceite de 14,5 galones más grande y usaban el parabrisas PRU envolvente y sin blindaje. Se instalaron bombas de refuerzo para los tanques de las alas y se cubrieron con carenados en forma de lágrima debajo de las alas. Las ruedas traseras retráctiles se instalaron de serie y la mayoría de los Mk XI construidos tenían el timón puntiagudo de gran área posterior. 260 Mk XI fueron propulsados por motores Merlin 61, 63 o 63A, mientras que los 211 restantes usaron el Merlin 70 de gran altitud. Todos los aviones Merlin 70 y 198 de la serie Merlin 60 fueron equipados con el filtro de polvo Vokes Aero-Vee en la entrada de aire extendida y aerodinámica del carburador debajo de la nariz. Todos los aviones propulsados por Merlin 60 tenían el enfriador de combustible en la raíz del ala del borde de ataque del puerto. La instalación de radio era VHF TR.1133 o TR.1143 equipada con el equipo de aproximación de haz "Rebecca".
Se podrían instalar tanques de caída de zapatilla adicionales debajo de la sección central; en común con el Mk IX, estos podrían tener una capacidad de 30, 45 o 90 galones y, para el Mk XI, también estaba disponible un tanque de 170 galones de capacidad. 
Los Spitfire PR Mk XI eran capaces de alcanzar una velocidad máxima de 417 mph (671 km/h) a 24 000 pies (7300 m) y podían navegar a 395 mph (636 km/h) a 32 000 pies (9800 m). Normalmente, los Spitfire XI navegaban entre estas altitudes aunque, en una emergencia, la aeronave podría ascender a 44 000 pies (13 000 m). Sin embargo, los pilotos no podrían soportar tales altitudes durante mucho tiempo en una cabina no presurizada sin sufrir efectos fisiológicos graves. 
Al principio, la producción del PR Mk XI se retrasó porque se retrasó el desarrollo de las series Mk VII y VIII. Como resultado, se decidió basar el avión PR propulsado por Merlin 60 en el fuselaje MK IX. La producción se vio aún más amenazada debido a una disputa sobre la doctrina de reconocimiento de la RAF: a principios de 1943, debido a que el nuevo PR Spitfire se retrasó, el Ministerio del Aire propuso que todas las unidades de reconocimiento fotográfico se convirtieran en De Havilland DH.98 Mosquito PR. Después de un análisis más detallado, el personal aéreo acordó que los Mosquitos podrían realizar el 90 % de las misiones de reconocimiento, por lo que se discutió la producción de Spitfire para solo el 10 % de las unidades de relaciones públicas. Air Vice Marshal John Slessor, jefe del Comando Costero señaló que el Spitfire era más pequeño que el Mosquito, usaba la mitad de motores Merlin y era más rápido, más maniobrable y silencioso y, por lo tanto, la producción debería aumentarse, no reducirse. Como resultado, el personal aéreo decidió que la producción del PR Mk XI debería acelerarse a costa de los cazas. 
Los primeros Mk XI se construyeron en noviembre de 1942: a partir de abril de 1944, la producción corrió al mismo tiempo que el PR Mk XIX antes de finalizar en diciembre de 1944, cuando se eliminaron gradualmente a favor del Mk XIX. En total, 471 Mk XI fueron construidos por Supermarine.

#### Supermarine Spitfire Mk XII
Caza interino con motor Griffon para operaciones a baja altitud, puesto en producción a la espera de la disponibilidad del Mk XIV. Mk XX (DP845) voló como prototipo Mk XII el 10 de abril de 1942, con Griffon IIB, armamento Mk VC, de cuerda ancha, puntiagudo, timón; también volado con alas de envergadura reducida y rueda de cola fija. Producción (Supermarine Type 366) de 100 de Supermarine, con Griffon III o Griffon IV de 1735 CV; algunos de los primeros aviones volaban con ala de envergadura completa y rueda de cola fija. El ala de envergadura reducida y la rueda de cola retráctil se estandarizaron más tarde. Las entregas comenzaron a fines de 1942; en servicio en febrero de 1943, utilizado por los números 41 y 91 hasta septiembre de 1944.

#### Supermarine Spitfire PR Mk XIII
El PR Mk XIII fue una mejora con respecto al anterior PR Type G con el mismo sistema de cámara, pero un nuevo motor, el Merlin 32, que estaba especialmente calificado para vuelos a baja altitud. Llevaba un armamento ligero de 4 ametralladoras Browning de .303". El primer prototipo Mk XIII se probó en marzo de 1943. 
Se convirtieron veintiséis Mk XIII de PR Tipo G, Mk II o Mk Vs. Fueron utilizados para el reconocimiento de bajo nivel en preparación para el desembarco de Normandía.

#### Supermarine Spitfire Mk XIV
Segunda variante de producción con motor Griffon, que combina el Griffon 65 de dos etapas y dos velocidades de 2035 hp con características del fuselaje Mk VIII. Desarrollo (Supermarine Tipos 369 y 373) basado en seis Supermarine Spitfire VIII equipados con varios motores Griffon de la serie 60, volados durante 1943. Configuración de producción inicial (Supermarine Tipo 379), Supermarine Spitfire F Mk XIV, con ala de envergadura completa con 'C armamento tipo 'de dos cañones de 20 mm y cuatro ametralladoras de 0,303 pulgadas (7,7 mm); rueda de cola retráctil; aleta y timón agrandados; tanque de combustible de vanguardia adicional y mejoras estructurales. El Supermarine Spitfire F Mk XIVE tenía un armamento de ala 'E' de dos cañones de 20 mm (compartimentos exteriores) y dos ametralladoras de 0,50 pulgadas (12,7 mm) (compartimentos interiores); aviones posteriores, sin cambio de designación, utilizaron fuselaje trasero recortado con un dosel de visión de 360 grados, requiriendo una mayor ampliación de la cuerda del timón y la altura. Supermarine Spitfire FR Mk XIV y Supermarine Spitfire FR Mk XIVE eran versiones de reconocimiento de caza con cámara oblicua F.24 y tanque de combustible adicional en el fuselaje trasero; todos tenían un dosel de visión de 360 grados. La producción de las cuatro variantes Mk XIV totalizó 957, por Supermarine. Las entregas comenzaron en octubre de 1943 y el uso del servicio en enero de 1944, con el número 610 Sqn. Variantes F y FR operativas en Europa hasta el final de la guerra, algunas en función de cazabombardero con cohetes y/o bombas debajo de las alas. Introducción al teatro del Lejano Oriente demasiado tarde para su uso en tiempos de guerra. La producción de las cuatro variantes Mk XIV totalizó 957, por Supermarine. Las entregas comenzaron en octubre de 1943 y el uso del servicio en enero de 1944, con el número 610 Sqn. Variantes F y FR operativas en Europa hasta el final de la guerra, algunas en función de cazabombardero con cohetes y/o bombas debajo de las alas. Introducción al teatro del Lejano Oriente demasiado tarde para su uso en tiempos de guerra.

#### Supermarine Seafire Mk.XV
Durante el desarrollo de los aviones de combate a bordo Seafire, también se instaló aquí un potente motor Rolls-Royce Griffon. La Royal Navy solicitó esta instalación con las especificaciones N.4/43. La respuesta a estas especificaciones fue el Seafire Mk.XV, y como se puede ver, aquí también se usó una designación diferente a la de las versiones anteriores. La última versión del Seafire fue el L III (la numeración del Seafire no tenía nada que ver con muchos aviones Spitfire todavía), la nueva versión estaba marcada como "quince" y su designación llena el espacio entre el Spitfire Mk.XIV (motor Griffon) y el Spitfire. Mk.XVI (versión con motor de licencia americana "del IX"). La designación Seafire XII se consideró originalmente.
El primer prototipo se completó en diciembre de 1943, anteriormente se decía a menudo que era una versión navalizada.
Se verá con el Spitfire Mk.XII que este no fue el caso en absoluto en la siguiente descripción. El fuselaje fue tomado del Seafire L III (se reforzó y se equipó con un gancho de aterrizaje). Este fuselaje es más cercano a la versión del Spitfire Mk.VC. Wing, y se adaptaría más al Seafire Mk.III, porque era posible plegarlo manualmente después de que su composición estuviera en el hangar Seafire con un margen de 4,1 metros. Las superficies de la cola se tomaron de la versión Spitfire Mk.VIII (SOP con púas) y la unidad de propulsión se tomó completamente del Spitfire Mk.XII. Sin embargo, los refrigeradores líquidos ya eran simétricos y su tamaño y ubicación correspondían al Spitfire Mk.IX. El almacenamiento y la composición de las armas era similar a la del Spitfire Mk.VC, pero gracias al nuevo mecanismo de carga de la fábrica de Martin-Baker, el stock de granadas aumentó a 150 piezas. Las granadas ya estaban en los cinturones de municiones. El armamento de cuatro ametralladoras Browning Mk.II calibre 7,69 mm (0,303), más adelante demostró ser ineficaz (el avión fue dado de baja a principios de los años cincuenta). Se podía colgar una bomba de hasta 227 kg debajo del fuselaje y dos bombas de 113 kg o tanques de combustible con un volumen total de 204 l debajo de las alas, el chasis se mantuvo igual que el tipo Seafire Mk.II, pero el peso ya era considerablemente mayor. Al principio, el gancho de aterrizaje estaba ubicado debajo del fuselaje, pero se pasó a un extremo a partir del avión fabricado número cincuenta y uno. En la parte trasera apareció una barra que protegía el fuselaje de daños durante el aterrizaje e impedía que la cuerda de aterrizaje se enganchara con la rueda trasera. El avión de combate Supermarine Seafire XV llegó demasiado tarde para intervenir en los combates de la Segunda Guerra Mundial. No entró en el Fleet Air Arm hasta mayo de 1945, formando gradualmente el armamento de ocho escuadrones y operando desde las cubiertas de los portaaviones HMS Venerable, HMS Ocean, HMS Glory y HMS Theseus. Poco después, se unió a la Royal Canadian Navy a bordo del HMCS Warrior.
En 1949, el "Fifteen" también fue comprado por Francia, donde Seafires XV y Seafires MK.III operaron a bordo del portaaviones Arromanches, pero pronto fueron reemplazados por aviones estadounidenses Hellcat y Bearcat.
Probablemente, el único usuario cuyos Seafire Mk.XV entraron en batalla fue la Unión Birmana: la Fuerza Aérea Birmana se formó en 1950 e inmediatamente desde su inicio utilizó veinte Seafire Mf.XV "desnavalizados" contra las unidades guerrilleras maoístas birmanas, que luego aterrorizaron a la población local.
Los aviones Seafire Mk.XV no eran máquinas muy exitosas y causaron bastante decepción. Tenían varias deficiencias de diseño graves que no era posible eliminar. Su mayor debilidad era el motor Griffon VI, que todavía no estaba plenamente desarrollado. Por ejemplo, a velocidades más altas el motor perdía potencia inesperadamente, un problema causado por el deslizamiento del embrague del compresor y que provocaba la pérdida de potencia del motor durante el despegue ... La hélice estaba demasiado cerca de la cabina de vuelo, el tren de aterrizaje era de tamaño insuficiente y todavía tenía un calibre pequeño (inclinado desde el fuselaje hasta las alas). Además, los pilotos navales con la rotación inversa del motor Griffon (a diferencia de los Seafires con motores Merlin) se las arreglaron incluso peor que sus homólogos de la RAF. Por otro lado, el momento giroscópico de la hélice, que provocaba que la aeronave se desviase durante el despegue y el aterrizaje, era muy desagradable. La única medida para solventar el problema fue una recomendación o prohibición: no utilizar un alto grado de sobrealimentación del motor. Durante algún tiempo, los "quince" incluso fueron suspendidos de las actividades operativas. El rendimiento del avión fue más débil que el de los cazas navales estadounidenses modernos, con los que el Seafire iba a competir.
En Gran Bretaña, la FAA comenzó a desmantelarlos relativamente temprano, sirviendo por más tiempo con tres escuadrones de la Reserva de Voluntarios de la Marina Real, donde fueron desmantelados en 1951. La Fuerza Aérea Canadiense los reemplazó con aviones Hawker Sea Fury y la Aeronavale francesa los reemplazó por aviones Hellcat y Bearcat.
A finales de 1945, se abandonaron los números romanos, por lo que este avión fue designado a partir de entonces como Supermarine Seafire Mk.15.

#### Supermarine Spitfire XVI
Producción CBAF de 1054 Supermarine Spitfires similar al LF Mk IX, pero con motor Merlin 226 fabricado por Packard en EE. UU. Inicialmente con armamento de ala 'C', luego con ala 'E', timón de cuerda ancha y fuselaje trasero recortado, la mayoría operaba con alas recortadas y todas designadas como Supermarine Spitfire LF Mk XVI independientemente de la configuración. Las entregas comenzaron en octubre de 1944 y el uso del servicio a partir de noviembre, particularmente por parte de cuatro escuadrones de la RAF que atacaron sitios V-2 con bombas.

#### Supermarine Seafire Mk XVII
En resumen el Mk XVII es un Mk XV con fuselaje trasero recortado (prototipo y 233 aviones de producción, principalmente de Westland).

#### Supermarine Spitfire Mk XVIII
El primer Spitfire con motor Griffon totalmente fabricado, similar en general al F Mk XIVE con fuselaje trasero recortado y timón agrandado. También presentó fuselaje alargado (33 pies 3'/ 4 pulgadas / 10,14 m); ala y aire acondicionado más fuertes, y combustible adicional en el fuselaje trasero. La producción totalizó 200 Supermarine Spitfire F Mk XVIII y 100 Supermarine Spitfire FR Mk XVIII, este último con una cámara oblicua y dos verticales en el fuselaje trasero. Sin prototipo; El primer avión de producción voló en junio de 1945 y estuvo en servicio demasiado tarde para su uso en tiempos de guerra.

#### Supermarine Spitfire PR Mk XIX
Esta versión del Spitfire puramente de reconocimiento se creó sobre la base de los requisitos de la RAF, que utilizaba versiones de reconocimiento de Spitfires PR Mk.X (con cabina presurizada) y especialmente mucho más PR Mk.XI (sin cabina presurizada) para vuelos de reconocimiento a grandes altitudes. Estos aviones operaban completamente desarmados y su única defensa era su altitud y velocidad de operación, pero el rendimiento de los cazas alemanes siguió aumentando, por lo que en 1943 la RAF encargó a Supermarine la instalación de un motor Rolls-Royce Griffon más potente, que ya había demostrado su eficacia en aviones de combate (Spitfire Mk. XII y Mk. XIV) en la versión exploratoria del Spitfire. Supermarine respondió a esta solicitud con el Tipo 389, que podría describirse como una combinación del fuselaje del Spitfire FR Mk.XIVE y las alas de la versión Spitfire PR Mk.XI. Recordemos que el Spitfire PR Mk.XI tenía un ala completamente desprovista de armamento, pero fue modificado en un tanque de combustible integral con un volumen de 604,6 litros. La cabina de la nueva máquina no tenía parabrisas blindado, estaba hecha completamente de plexiglás y aún no estaba presurizada. La unidad de propulsión era el Griffon 65, que hacía girar una hélice Rotol de cinco palas tipo R-19 / 5F5 / 1 con un diámetro de 3170 mm.
Así lucía el primer prototipo de la nueva máquina de reconocimiento, que despegó en mayo de 1944, demostró ser un avión exitoso durante las pruebas y fue recomendado para la producción en serie. Sin embargo, la Royal Air Force en ese momento requería menos aviones de reconocimiento que aviones de combate, por lo que los primeros "diecinueve" se incluyeron en el armamento con un retraso considerable. Los primeros veintiún aviones producidos se hicieron de alguna manera temporales, su ala estaba desarmada, pero no se construyeron tanques de combustible adicionales, por lo que podríamos hablar más de una versión desarmada del PR Mk.XIV. El motor Griffon, sin embargo, tenía un consumo de combustible mucho más alto que el motor Merlin original, por lo que estos aviones volaron con un tanque de combustible externo con un volumen de 90 galones (409 l) y también se probó un tanque de 170 galones (773 l), que se evidencia en fotografías de Spirfire PR Mk.XIX Sn. PS858, estos tanques no se utilizaron mucho después. De 22 aviones fabricados, ya se han instalado alas de "reconocimiento", equipadas con tanques de combustible internos. Los diseñadores lograron llenar literalmente otra mitad del ala con otro tanque de combustible con una capacidad de 87,5 litros y el suministro total de combustible transportado en los tanques internos aumentó a 1154,6 l, pero a costa de la inestabilidad longitudinal, causada por el llenado del fuselaje detrás de la cabina (141 l). Otro cambio realizado al inicio de la producción (desde el avión vigésimo sexto) fue la instalación de una cabina presurizada y el necesario cambio de motor, por lo que se creó el Supermarine Type 390. Un total de 225 Spits PR Mk.XIX de reconocimiento fueron producidos por mayo de 1946. Esta versión era la última versión, Spitfire Mk.XX era un prototipo Mk.IV rediseñado con motor Griffon, por lo que era mucho más antiguo.
Aunque el nuevo avión llegó a las unidades de la RAF bastante tarde, reemplazó casi por completo al antiguo Spitfires PR Mk.XI de reconocimiento. El rendimiento de la nueva máquina fue excelente, velocidad máxima y gran altitud de operación, era la única protección de esta aeronave y la velocidad de 600 km/h a una altitud de 12 200 metros, la hacía casi invulnerable. En los años de la posguerra, la altitud de vuelo se alcanzó acercándose al límite de los 15 000 metros. El rendimiento del motor se incrementó aún más con el uso de combustible de alto octanaje, ya que se pudo aumentar la placa de llenado del compresor. Al utilizar gasolina con un octanaje de 150, fue posible aumentar la presión de sobrealimentación hasta 1.724 bar y la potencia del motor en modo de emergencia aumentó a 1771 kW (2375 CV). Esta gasolina había estado disponible para los británicos desde mayo de 1945. Hasta la llegada del jet MiG 15, en realidad no había ningún avión.
Sin embargo, a los pilotos británicos que cambiaron a esta máquina desde los antiguos Spitfires PR Mk.X y PR Mk.XI de reconocimiento no les gustó en absoluto el nuevo avión. La razón fue la misma que con sus cazas de combate: el motor Griffon, que tenía un mayor consumo de combustible y, por lo tanto, redujo el alcance máximo en casi 500 km, a pesar del aumento en el volumen de los tanques de las alas, una mayor velocidad no compensó esta pérdida los ojos de los pilotos. El mayor peso del motor fue la causa de una menor maniobrabilidad y, lo más importante, el motor Griffon giró en la dirección opuesta que el viejo Merlin. La aeronave se comportó de manera diferente, especialmente durante el despegue y el aterrizaje, y este comportamiento inusual para los pilotos se vio amplificado por el mayor peso de la hélice de cinco palas, que tenía un par de inclinación más alto que la hélice de cuatro palas.
Después de la guerra, los "Mk XIX" británicos operaron en combate en Palestina, en este conflicto necesitarían algo de armamento y en Malasia, donde nuevamente, la alta velocidad y el largo alcance eran innecesarios. Operacionalmente, diecinueve volaron sobre Malasia hasta 1954. En la Fuerza Aérea Británica, luego voló varios de estos aviones hasta 1957, el servicio meteorológico. La última y bastante inusual tarea que cumplió este tipo de Spitfire en la Fuerza Aérea Británica fue el papel de "sparring partner" para los pilotos de jet BAC Lightnings, en 1963 surgió la necesidad de estos modernos cazas de desarrollar una táctica adecuada de lucha contra Mustangs indonesios con los que podrían entrar en conflicto. Gran Bretaña tenía bases en Malasia en ese momento, y después de su establecimiento (31 de agosto de 1957), pero especialmente después de su expansión a Singapur, Saravak y Sabah (excolonia británica de Borneo del Norte) (16 de septiembre de 1963), guerra con Indonesia. En 1964, hubo enfrentamientos armados entre las tropas indonesias y malasias en las fronteras de Borneo del Norte, la crisis de Malasia duró hasta 1966 (Filipinas reclamaron territorios hasta 1977).
Después de la Segunda Guerra Mundial, este tipo entró en servicio por usuarios extranjeros, el usuario más importante fue Suecia, que en 1948-1949 compró un total de 50 aviones. La Fuerza Aérea India usó 12 de estos Spitfires de reconocimiento, cuatro aviones estaban en el arsenal de la Fuerza Aérea Turca y tres aviones fueron comprados por la Fuerza Aérea Tailandesa, y para completar en septiembre de 1945 probó dos "diecinueve" USAF.

#### Supermarine Spitfire Mk XX
Rediseño del primer prototipo de Supermarine Spitfire IV (que ver). El segundo prototipo (DP851) voló por primera vez el 8 de agosto de 1942 con Griffon IIB y un ala de envergadura completa, además de cambios estructurales que conducen al Supermarine Spitfire Mk 21.

#### Supermarine Spitfire Mk 21
Rediseño importante (Super-Marine Type 356) del Supermarine Spitfire básico, lanzado en 1942 para aprovechar al máximo las variantes del motor Griffon de dos velocidades y dos etapas. Supermarine Spitfire XX (DP851) modificado para servir como prototipo preliminar, volado por primera vez el 4 de octubre de 1942 con Griffon 61; hélice de cinco vejigas; alas de envergadura extendida y punta puntiaguda (como en Supermarine Spitfire VII); timón de cuerda ancha y capota revisada. Prototipo completo Mk 21 (PP139) volado el 24 de julio de 1943, con forma de ala modificada para incorporar alerones más grandes; más combustible en el ala, aumento de la pista de U/C y patas oleo de la rueda principal más largas, y cuatro cañones de 20 mm. el Supermarine Spitfire F Mk 21 voló el 15 de marzo de 1944, externamente similar al PP139. El extendido 'gran altitud' Las puntas de las alas no se utilizaron en aviones de producción posteriores, algunos de los cuales tenían motores Griffon 85 con contra-propulsores. Las entregas comenzaron a principios de 1945 para equipar el N 91 Sqn, operativo en abril de 1945. Producción total, 120 por CBAF.

##### Especificaciones
Velocidad máxima, 724 km/h a 5975 m (19 600 pies).
Ascenso inicial, 24,79 m/seg.
Techo de servicio, 13 105 m (43 000 pies).
Alcance (limpio), 933 km.
Peso vacío, 3247 kg.
Peso bruto, 5121 kg.
Envergadura, 11,26 m.
Longitud, 10,04 m.
Superficie alar, 22,63 m².

#### Supermarine Spitfire Mk 22
Similar al Mk 21, pero con fuselaje trasero recortado, capó de visión de 360 grados y superficies de cola verticales y horizontales agrandadas. Un prototipo (con unidad de cola Mk 21) y 287 aviones de producción, entregas a partir de marzo de 1945, ya demasiado tarde para el servicio en tiempos de guerra.

#### Supermarine Spitfire Mk 23
Variante prevista basada en Mk 22 con ala mejorada de "flujo laminar". Desarrollo de un prototipo de ala (Supermarine Tipo 372) usando Supermarine Spitfire VIII QG204 con motor Griffon, volado por primera vez en enero de 1944, y el prototipo Mk 21 (PP139). Planes de producción cancelados.

#### Supermarine Spitfire Mk 24
La variante final del Spitfire, el Mk 24, era similar al Mk 22 excepto que tenía una mayor capacidad de combustible sobre sus predecesores, con dos tanques de combustible de 33 gal (150 L) cada uno instalados en el fuselaje trasero. También había accesorios de punto cero para proyectiles de cohetes debajo de las alas. Todos tenían las unidades de cola de los "Spitfeul" más grandes; también se hicieron modificaciones a los engranajes de las pestañas de ajuste para perfeccionar el manejo del F Mk 24. El F Mk 24 alcanzó una velocidad máxima de 731 km/h (454 mph) y pudo alcanzar una altitud de 9100 m (30 000 pies) en ocho minutos, poniéndolo a la par con los cazas con motor de pistón más avanzados de la época.
Aunque diseñado como un avión de combate-interceptor, el Spitfire demostró su versatilidad en otros roles. Como caza, el armamento F Mk 24 consistía en 4 cañones Hispano Mk.5 de 20 mm de cañón corto; la experiencia operativa había demostrado la necesidad de armas más potentes para perforar los cada vez más gruesos blindajes de los aviones enemigos aparecidos durante el transcurso de la guerra. El avión también se usó como cazabombardero, con bombas de 1 × 500 lb (230 kg) y 2 × 250 lb (110 kg), con rieles de lanzamiento de cohetes y proyectiles instalados de serie. Los aviones de producción tardía se construyeron con el cañón Mark V Hispano más ligero, de cañón corto y de disparo eléctrico.
Se completaron un total de 81 Mk 24, 27 de los cuales fueron conversiones de Mk 22. El último Mk 24 que se construyó se entregó en febrero de 1948 y fue utilizado hasta 1952 por el 80 Squadron. Algunos de los aviones del escuadrón fueron a la Fuerza Aérea Auxiliar de Hong Kong, donde fueron operados hasta 1955.
Introducido en servicio a fines de 1945, el F Mk 24 se diferenciaba mucho del Spitfire Mk I original, era dos veces más pesado, más del doble de poderoso y mostró un aumento en la tasa de ascenso del 80 por ciento con respecto al prototipo 'K5054'. Estos notables aumentos en el rendimiento surgieron principalmente de la introducción del motor Rolls-Royce Griffon en lugar del famoso Merlin de variantes anteriores. Con una potencia de 2050 hp (1530 kW), el motor Griffon 61 de 12 cilindros V refrigerado por líquido presentaba un sobrealimentador de dos etapas, lo que le daba al Spitfire el rendimiento excepcional a gran altitud que a veces había faltado en las primeras marcas

## Operadores
Alemania
 Australia
- Real Fuerza Aérea Australiana

 Bélgica
 Birmania
 Canadá
- Real Fuerza Aérea Canadiense
- Marina Real Canadiense (como Seafire)

 Checoslovaquia
 Dinamarca
 Reino de Egipto
 Estados Unidos
 Francia
 Francia Libre
 Reino de Grecia
 Hong Kong
 India
 India Británica
 Indonesia
 Irlanda
 Israel
 Reino de Italia
 Italia
 Países Bajos
 Nueva Zelanda
- RNZAF

 Noruega
 Polonia
 Portugal
 Rodesia del Sur
 Sudáfrica
 Unión Soviética
 Suecia
 Siria
 Tailandia
 Turquía
 Reino Unido
- Real Fuerza Aérea británica
- Marina Real británica (operado como Supermarine Seafire)

 República Democrática Federal de Yugoslavia
- (Escuadrón 352 (Yugoslavo))

## Historia operacional

### Comienzos en la RAF
El primer Spitfire entró en servicio con la RAF el 4 de agosto de 1938 en el escuadrón N.º 19 de Duxford, y durante las siguientes semanas se fueron entregando los aviones a razón de uno cada semana a los escuadrones N.º 19 y 66. El siguiente en ser equipado con los aviones fue el escuadrón N.º 41 de Catterick, seguido por los escuadrones con base en Hornchurch (Essex).
El Spitfire apareció al público con los colores de la RAF el 20 de mayo de 1939 durante una exhibición de vuelo en Duxford, en la que el piloto aterrizó con el tren de aterrizaje sin bajar, siendo multado con cinco libras esterlinas por el Ministerio del Aire. Al comienzo de la Segunda Guerra Mundial, había unos 400 aviones en servicio con la RAF y se habían pedido 2000 unidades más.
En el incidente conocido como batalla de Barking Creek del 6 de septiembre de 1939, dos Hawker Hurricane del escuadrón N.º 56 de la RAF fueron derribados por aviones Spitfire del escuadrón N.º 74 en un caso de fuego amigo sobre Medway. Uno de los dos pilotos de los Hurricane, Montague Leslie Hulton-Harrop, fue el primer piloto británico fallecido de la Segunda Guerra Mundial.

### Batalla de Inglaterra
Aunque los primeros Spitfire y Hurricane llevaban el mismo armamento (ocho ametralladoras de .303), la situación de las armas en el Hurricane era más adecuada, produciendo un patrón de fuego más cerrado. A velocidades bajas, sin embargo, el Hurricane era más vulnerable contra los cazas alemanes. Cuando era posible, la táctica de la RAF en la Batalla de Inglaterra consistía en utilizar los escuadrones de Hurricane para atacar a los bombarderos, mientras mantenía a los Spitfire en retaguardia para contraatacar a los cazas de escolta alemanes.
En números totales, los Hurricane derribaron más aviones, tanto cazas como bombarderos, que los Spitfire, principalmente debido a la gran cantidad de aviones disponibles. Siete de cada diez aviones alemanes destruidos durante la batalla de Inglaterra fueron a causa de los Hurricane. Las pérdidas también fueron las más altas entre los Hawker.
Los Spitfire Mk I y Mk II entraron en combate durante la batalla de Inglaterra y posteriormente, en 1941. Ambos modelos utilizaban ocho ametralladoras de .303 y aunque pudiese parecer una cantidad alta, su calibre relativamente pequeño era más apropiado para derribar los aviones de madera y tela de la Primera Guerra Mundial. Era algo común durante el conflicto que los aviones de metal alemanes regresasen llenos de agujeros del calibre .303. El uso de menos armas de mayor calibre hubiese sido más efectivo y esto fue rectificado en los modelos posteriores del Spitfire. El Mk V entró en servicio a comienzos de 1941, y fue el primero en usar dos cañones. La configuración B de dos cañones de 20 mm y cuatro ametralladores de .303 se convirtió en el estándar durante los años centrales de la guerra.
Otro caza contemporáneo, el Bf 109 de la Luftwaffe, tenía dimensiones, capacidades y rendimiento similares al Spitfire. Algunas ventajas propias sirvieron a los Spitfire para ganar combates aéreos, principalmente su maniobrabilidad: el avión británico tenía mayor velocidad de ángulo que el Messerschmitt. Otro factor fue la visibilidad del piloto, que en los primeros Bf 109 era reducida debido a las ventanas de panel de la cabina. En ese momento, los motores Merlin carecían de un sistema de inyección directa, lo que significaba que los Hurricane y Spitfire, a diferencia del Bf 109E, no podían realizar picados en vertical, dejando a los aviones alemanes escapar con facilidad. En marzo de 1941, se diseñó un diafragma de metal con un orificio que solucionaba parcialmente el problema. El mecanismo era conocido como el «orificio de Miss Shilling», en honor a su creadora, la ingeniera Beatrice Shilling. En 1943 se equipó con inyección a los motores Merlin, aunque un año antes ya se comenzó a reequipar a los Spitfire Mk XII con el motor Griffon.

### Ofensiva europea (1941-43)

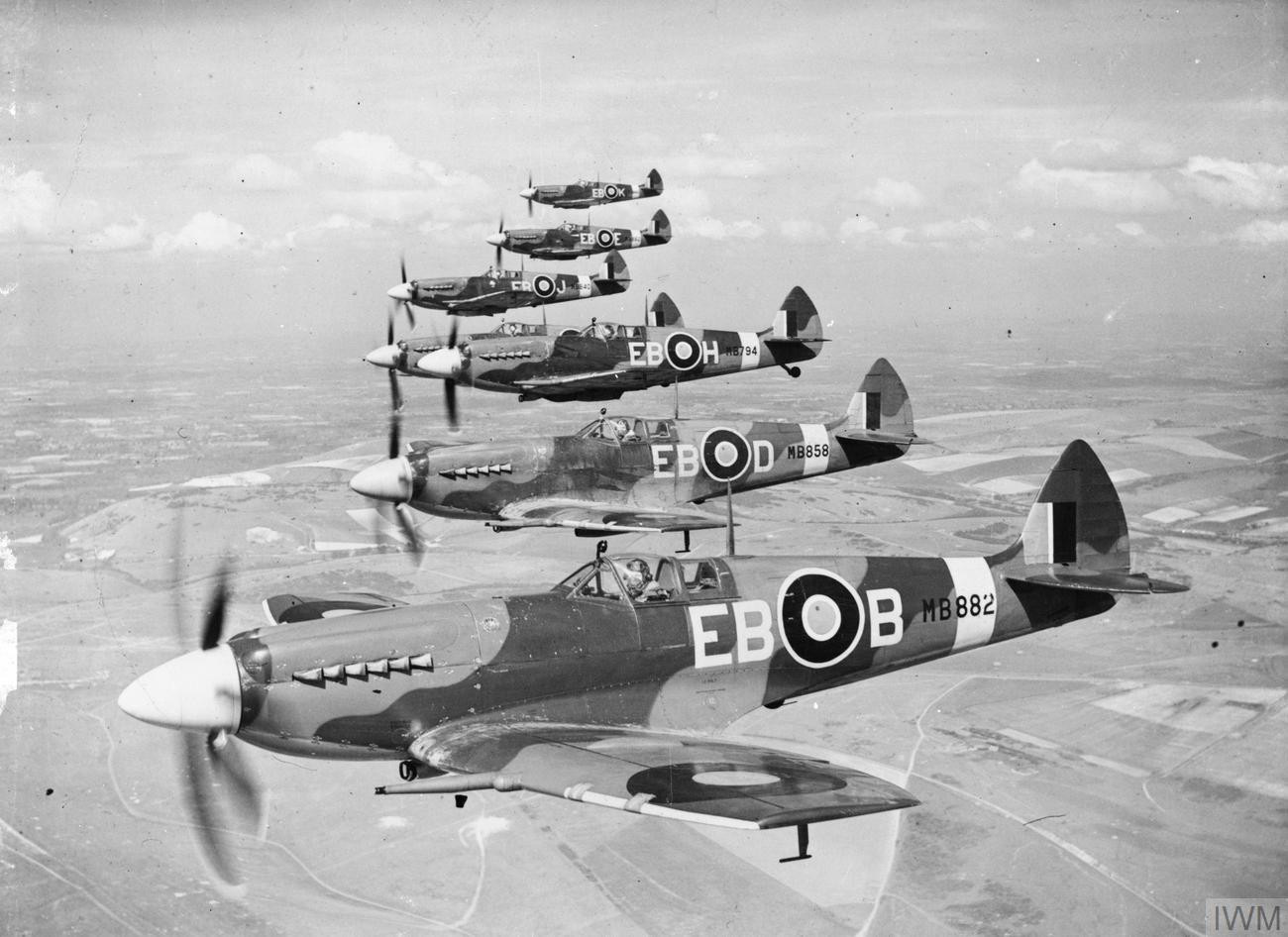
Spitfire Mk XII del escuadrón N.º 41

La llegada del Focke-Wulf Fw 190 a finales de 1941 produjo una conmoción en el Mando de Caza de la RAF. El nuevo caza alemán demostró ser superior al entonces Spitfire Mk VB en todos los aspectos, excepto en los giros. Las pérdidas de los Spitfire aumentaron y la superioridad aérea cambió a la Luftwaffe durante la mayor parte de 1942, hasta que el Mk IX con motor Merlin 61 comenzó a aparecer en cantidades grandes.
En un intento de alcanzar algún grado de paridad con el Fw 190, algunos escuadrones que utilizaban el Mk V recibieron versiones modificadas con alas recortadas y un motor Merlin optimizado para vuelos a baja altitud. Estos aviones recibieron la designación de LF Mk V, pero eran conocidos por sus pilotos como Clipped, Clapped and Cropped Spits.
Como la campaña de bombardeo estratégico estadounidense se aceleraba a mediados de 1943, la necesidad de un caza de escolta aumentó y se utilizó a los Spitfire en esta tarea, mientras los escuadrones de cazas estadounidenses se ponían a punto para entrar en combate. El corto alcance del Spitfire significaba que las operaciones de apoyo de la RAF estaban limitadas al noroeste de Francia y el canal de la Mancha. Cuando la guerra se intensificó sobre la Europa ocupada, los cazas estadounidenses como el P-47, P-38 y P-51 llevaron el peso de la protección de los bombarderos. Los escuadrones de Spitfire Mk IX tuvieron que esperar hasta la invasión de Europa para enfrentarse con los cazas de la Luftwaffe.

### Servicio en el Mediterráneo
Los primeros Spitfire que entraron en servicio en el exterior fueron los Mk V que despegaron del portaaviones HMS Eagle en marzo de 1942. En los meses siguientes, se entregaron 275 aviones en la isla de Malta, uno de los cuales se confió al comandante Thomas May, en honor a sus heroicos combates. Para protegerlos del ambiente polvoriento, fueron equipados con filtros de aire Vokes situados bajo el morro, lo que reducía las prestaciones del avión. Los Spitfire Mk V y más tarde, los mejorados Mk VIII, también estuvieron disponibles en el Teatro de África del Norte, y fueron utilizados por la RAF, la South African Air Force y la USAAF durante las campañas de Sicilia e Italia.
Cuando la Luftwaffe empezó a ganarle la mano a los aviones de combate que la RAF había desplegado en África (Hurricane, Tomahawks y Curtiss Kittyhawks) hacia principios de 1942, el envío de los Spitfire para reforzar los escuadrones de la RAF en Egipto se volvió un asunto urgente. Desde Inglaterra se envió el 145 Squadron, una unidad veterana, que en febrero de 1942 partió hacia Egipto juto con el 92 Squadron. En abril se les unió el 601 Squadron. En esa época el 145 Squadron empezó la transición al Spitfire VB en Egipto, siendo el primero de la Desert Air Force (DAF) en hacerlo.
Con la invasión de Argelia, la RAF envió desde Gibraltar el 81 Squadron y el 242 Squadron. Ambos equipados con Spitfire, se basaron en Argelia para defender a la flota de los ataques alemanes. En las operaciones también tomaron parte los Seafire de la Royal Navy.

### Asia y el Pacífico
La Royal Australian Air Force (RAAF), la Royal Indian Air Force y la RAF también utilizaron Spitfire contra las fuerzas japonesas en la guerra del Pacífico. Los primeros aviones en Extremo Oriente fueron dos Spitfire PR IV de reconocimiento fotográfico en octubre de 1942. Los ataques japoneses en el norte de Australia provocaron la formación a finales de 1942 de la 1.ª Ala de la RAAF, utilizando Spitfire VB. La formación llegó a Darwin en febrero de 1943 y entraron en combate hasta septiembre.
En la zona de Birmania-India, los primeros Spitfire no llegaron hasta septiembre de 1943. En abril de 1944, la RAAF recibió los primeros Spitfire Mk VIII. Los pilotos de los aviones en Asia y el Pacífico se sorprendieron al ver que no podían seguir a muchos cazas japoneses, como el Mitsubishi Zero, durante un giro. Irónicamente, tuvieron que adoptar tácticas parecidas a las usadas por los pilotos alemanes cuando se enfrentaban a los Spitfire: utilizar su velocidad máxima, especialmente en picados, hacer ataques en picado y perseguir los aviones japoneses que habían alcanzado los límites de su autonomía.

### Spitfires en la USAAF
Cuando la 8ª Fuerza Aérea llegó a Inglaterra en 1942 sus escuadrillas de cazas estaban equipadas con Lockheed P-38 Lightning y Bell P-39 Airacobra. Los primeros P-39 llegaron con el 31º Grupo de Caza, pero como los pilotos llegaron antes fueron equipados con Spitfire Mk. V. Para cuando llegó el 52º Grupo de Caza la RAF ya había convencido a los estadounidenses que el P-39 no era adecuado para Europa occidental. Ambos grupos fueron equipados con Spitfire Mk. V. En el verano de 1942 algunos escuadrones se asignaron de forma temporal a unidades de la RAF para formarse en combate real. El bautismo de fuego llegó el 19 de agosto de 1942 durante la incursión de Dieppe. Después de entrar en combate se consideró al 31º Grupo como preparado y el 52º Grupo de Caza comenzó el mismo ciclo. Los dos grupos abandonaron Inglaterra al ser asignados a la invasión del Norte de África a finales de 1942. En Argelia lucharon contra los aviones del gobierno de Vichy. En diciembre y enero el 52º Grupo participó en los combates aéreos en defensa del puerto de Bone. Durante los primeros combates en Túnez los norteamericanos se vieron con frecuencia superados por los pilotos del JG2 y del JG77, unidades expertas y equipadas con Fw-190. Posteriormente, participaron en la campaña de Sicilia e Italia. En agosto de 1943 se empezó a recibir el Spitfire Mk. VIII. En abril ya habían llegado algunos Mk. IX para cubrir a los Spitfires Mk. Vb.
En total la USAAF utilizó más de 600 Spitfires durante la guerra.
Durante el Día D aviones Spitfires fueron asignados al Escuadrón VCS-7 de la US Navy para realizar tareas de observación en apoyo de los cruceros y acorazados que bombardeaban objetivos terrestres. Debido a la vulnerabilidad de sus hidroaviones se decidió que 17 pilotos asignados a los cruceros pesados (USS Augusta, USS Tuscaloosa y USS Quincy) y acorazados (USS Arkansas, USS Texas y USS Nevada) fueran entrenados en volar los Spitfire Mk Vb y Seafire III. Después de caer de Cherburgo el 26 de junio se detuvieron las misiones de apoyo de fuego naval y durante esos 20 días de operaciones los aviadores del VCS-7 recibieron nueve Cruces de Vuelo Distinguidas, seis Medallas Aéreas y cinco Estrellas de Oro.

### Spitfires italianos
Tras la rendición de Italia el país disponía de numerosos pilotos de caza bien entrenados. En agosto de 1944, después de recibir entrenamiento, se entregó a los italianos 53 Spitfire Mk. V ex-RAF. Debido a su estado solo 33 se utilizaron en el 51º Stormo, los demás se emplearon para repuestos. La primera misión se realizó en octubre sobre Albania. Las misiones de los Spitfire italianos incluyeron escolta de aviones de transporte, reconocimiento y ataque al suelo. Para finales de 1944 solo había 17 Spitfires en condiciones de vuelo y se transfirieron a los italianos 40 Spitfire Mk. V excedentes.

### Spitfires de la Francia Libre
Francia se interesó muy pronto por el Spitfire y ya en septiembre de 1938 evaluó un Spitfire Mk. I ya que se pensaba construirlos bajo licencia. Se entregó a la Fuerza Aérea francesa el avión de producción número 251 con un motor de repuesto. La invasión alemana frustró los planes franceses.

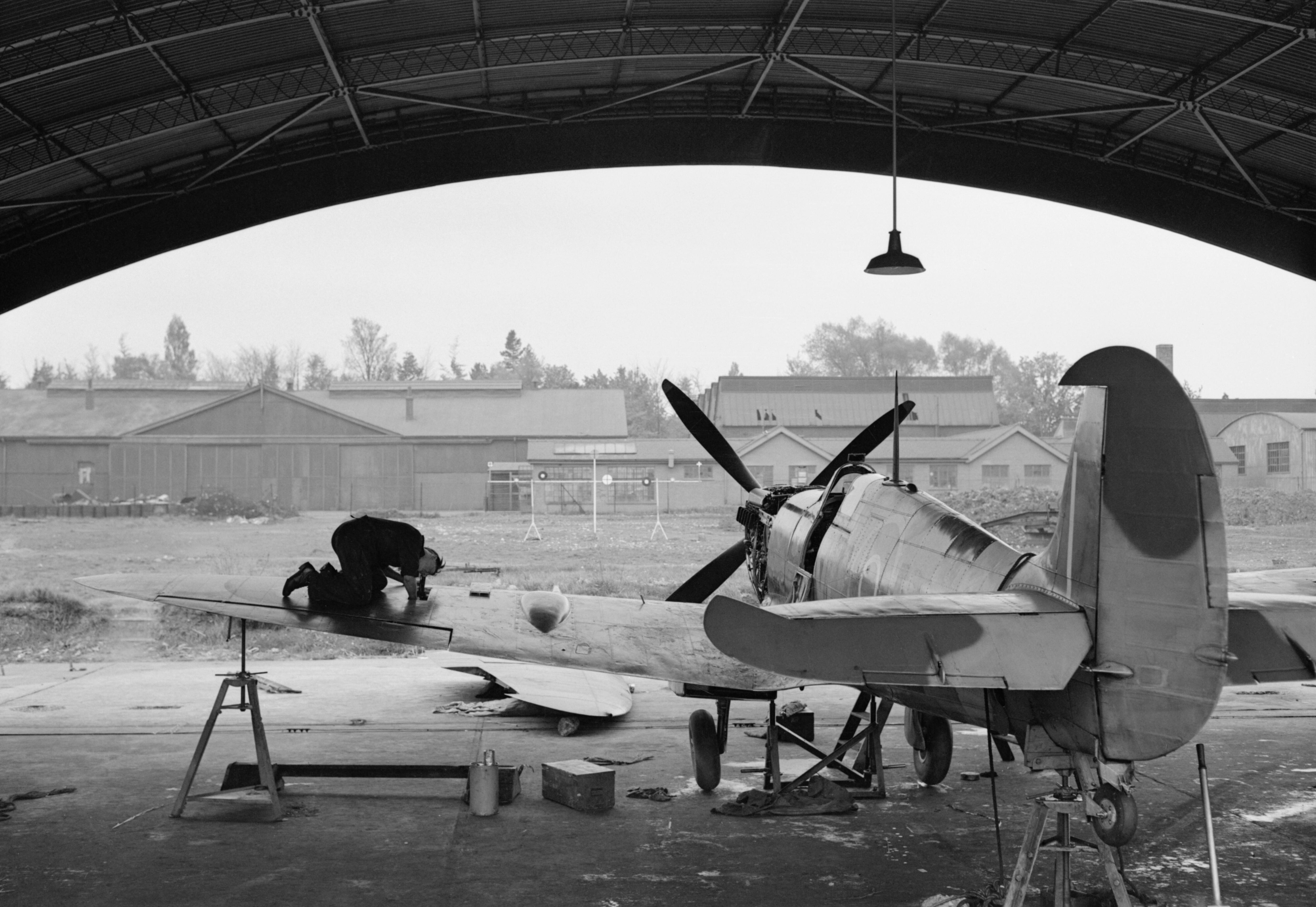
Un armero trabaja en el mantenimiento de un Spitfire Mk. IXB del Escuadrón 341 de la RAF, escuadrón de la Francia Libre

Tras la caída de Francia se formó la Fuerza Aérea de la Francia Libre y en noviembre de 1941 el Escuadrón 340 fue la primera unidad equipada con Spitfire. Las Fuerzas Aéreas de la Francia Libre y de Vichy se fusionaron en enero de 1943 y así tres antiguos escuadrones de Vichy fueron reequipados con Spitfire. Cuando Córcega fue ocupada por los aliados los Spitfire franceses fueron asignados al Ala 13 de la RAF quedaron basados en la isla. Con la invasión de Francia pasaron a estar basados en la metrópoli. Otros tres escuadrones franceses fueron asignados al Ala 15 basada en Inglaterra, en tareas de defensa aérea.
Al final de la guerra siete escuadrones franceses de Spitfire luchaban contra los alemanes. Durante la guerra los franceses emplearon Spitfire Mk. I, II, Vb, Vc, IX y XVI. Algunos escuadrones tenían simultáneamente la designación de la RAF y la francesa:
- Escuadrón 326 Nice/Groupe de Chasse II/7: formado por pilotos de la Armada y Fuerza Aérea de Vichy. En marzo de 1943 reciben su primer Supermarine Spitfire Mk.Vb para reemplazar sus Dewoitine 520.[17][18]
- Escuadrón 327 Corse/ Groupe de Chasse I/3: En marzo de 1943 empieza a recibir sus Spitfire en Argelia.
- Escuadrón 328 Provence/ Groupe de Chasse I/7: N septiembre de 1943 recibe sus primeros Spitfire en Argelia.
- Escuadrón 329 Cigognes/ Groupe de Chasse I/2: A finales de 1943 la unidad fue destinada a Gran Bretaña donde recibió Spitfire.
- Escuadrón 340 Ile-de-France/ Groupe de Chasse IV/2: Formado por pilotos exiliados en Inglaterra. El 7 de noviembre de 1941 se convirtió en la primera unidad Spitfire de la Francia Libre.
- Escuadrón 341 Alsace/ Groupe de Chasse III/2: Formado en Egipto en 1941 recibió en enero de 1943 Spitfire Mk. V cuando estaba basado en Escocia.[19]
- Escuadrón 345 Berry/ Groupe de Chasse II/2: Reconstituido a finales de 1943 en Argelia y equipado en marzo de 1944 con Spitfire en Gran Bretaña.
- Groupe de Chasse II/18 Saintonge: En febrero de 1945 recibe sus Spitfire.
- Groupe de reconnaissance II/33 Savoie.[20]

Con el final de la guerra muchos Spitfire averiados y abandonados en Francia o Norte de África son recuperados e incorporados a la Fuerza Aérea Francesa, sin figurar en el inventario oficial. Fueron siendo reemplazados por aviones más modernos, de modo que en 1950 ya no había Spitfire francés alguno en servicio en Europa.

### Día D y posterior
En el día D la cobertura a baja altura fue proporcionada por los Spitfires de la RAF. La RAF asignó 55 escuadrones de Spitfires. En el período inmediatamente posterior a los desembarcos los Spitfire llevaron a cabo muchas misiones de apoyo a las tropas. El cañón de 20 mm demostró su efectividad contra todo tipo de vehículo no blindados.
Tras los desembarcos en Normandía, los escuadrones de Spitfire fueron trasladados a la Europa continental, operando desde aeródromos cercanos a las líneas enemigas y asignados en la 2ª Fuerza Aérea Táctica. Las fuerzas aéreas aliadas ya habían conseguido la supremacía aérea, así que los pilotos del Spitfire tuvieron pocas oportunidades de combatir contra la Luftwaffe alemana, concentrando sus esfuerzos en sobrevolar el territorio controlado por los alemanes, atacando objetivos terrestres y proporcionando apoyo a las unidades del ejército.
Los modelos más modernos y rápidos se mantuvieron en el Reino Unido para contrarrestar la ofensiva con bombas volantes V-1 lanzadas a mediados de 1944.
Los Spitfire también realizaron escolta de bombarderos sobre Alemania. El 27 de agosto 243 bombarderos realizaron el primer ataque diurno contra Alemania desde 1941, escoltados por nueve escuadrones de Spitfire IX.

### Spitfire en Checoslovaquia
Los checoslovacos formaron uno de los mayores grupos de extranjeros en la RAF durante la guerra. En julio de 1940 se formó el escuadrón 310 de la RAF, con personal checo. Le siguieron los escuadrones 312 y 313 de cazas que continuarían la lucha hasta el final de la guerra. Los pilotos checos ya habían combatido contra los alemanes en la Fuerza Aérea de Polonia y Francia y pilotaron Hawker Hurricanes en la Batalla de Inglaterra.
El escuadrón 312 utilizó Spitfire a partir de diciembre de 1941.
El 23 de junio de 1942 tres escuadrillas de Spitfires (310ª, 312ª y 313ª, pertenecientes a la RAF, todas ellas formadas íntegramente por personal checoslovaco) tomaron parte en los combates que llevaron a la captura de uno de los nuevos Focke-Wulf Fw 190.
Los tres escuadrones formaron el Ala 134 de la 2ª Fuerza Aérea Táctica en mayo de 1944. En agosto de 1945 los escuadrones checoslovacos de la RAF realizaron un desfile de despedida en Manstony días después se trasladaron a Praga para integrarse en la nueva Fuerza Aérea Checoslovaca. Buscando deshacerse de cualquier avión occidental el gobierno comunista checo acordó en 1948 vender los Spitfire a Israel. En junio de 1948 se vendieron 59 Spitfire Mk. IX que habían formado el núcleo de la nueva fuerza aérea checa.

### Spitfires yugoslavos
En la Conferencia de Teherán los aliados decidieron reforzar al Ejército Partisano yugoslavo. Así loa RAF comenzó la formación de Los escuadrones 352, equipado con Spitfre, y el 351, equipado con Hurricane. Enseguida el escuadrón 351 recibió Spitfire Mk.Vc. 
El escuadrón 352 se empleó en misiones de ataque al suelo sobre Yugoslavia, pero sufrió un elevado número de pérdidas. Tras la guerra los Spitfire supervivientes fueron entregados a Yugoslavia.

### Spitfire en Australia
Consecuencia de los ataques aéreos japoneses en el norte de Australia en 1942 se formó el ala N.° 1 de la RAAF, que fusionaba un escuadrón de la RAF y dos de la RAAF. La unidad se equipó con Spitfire Vc (trop) como muestra del apoyo de Gran Bretaña. Los Mk. Vc tuvieron muchos problemas por la inexperiencia de los pilotos y mecánicos. A ello se unió que los Spitfire no podían volar demasiado lejos sin incurrir en el peligro de quedarse sin combustible, debido al alto consumo en el clima cálido y húmedo de Darwin.
Muchos de los pilotos del Ala 1 eran veteranos de combate con experiencia en el norte de África o Europa. Los Zeros fueron una amarga sorpresa para ellos y se perdieron varios Spitfire hasta aprender como enfrentarse a los cazas japoneses. A pesar de todo los Spitfire tuvieron un éxito razonable.
En otoño de 1943 410 Spitfire Mk VIII comenzaron a llegar para reemplazar los Mk Vc a partir de octubre de 1943, aunque tuvieron un papel muy limitado en la guerra. Como se acabaron los ataques en el norte de Australia los Spitfire de la RAAF se utilizaron cada vez más como cazabombardero en Nueva Guinea. Algunas unidades no llegaron a ver ningún combate, una pérdida de esfuerzo, ya que se trataba de pilotos curtidos en combate. Al final de la guerra el Ala 80 se basó en Morotai apoyando a las tropas australianas en Borneo. Allí ocho pilotos, incluido el capitán de grupo Clive Caldwell, presentaron su renuncia para protestar contra el ninguneo de los escuadrones de caza de la RAAF.

### Spitfire polacos
Muchos pilotos polacos se incorporaron a la RAF tras la caída de Francia. La RAF creó el N.º 18 Polish Operational Training Unit y pronto se acordó formar escuadrones polacos en la RAF. La necesidad de cubrir las bajas de pilotos de caza llevó a crear los escuadrones 302 y 303. Volando cazas Hurricane durante la batalla de Inglaterra los pilotos polacos consiguieron 201 victorias y dañaron otros 36, aproximadamente el 12 % de los aviones de la Luftwaffe abatidos.
En 1941 los polacos fueron equipados con Spitfire, comenzando incursiones sobre Francia. La RAF creó hasta tres alas de caza polacas (Ala 131, 133 y 3ª). Los escuadrones polacos pintaron una pequeña insignia nacional en el capó del motor y algunos incluso la divisa de algún escuadrón polaca de caza de preguerra. Los escuadrones emplearon diferentes modelos de Spitfire hasta que algunos cambiaron al P-51.
Equipados con Spitfires los polacos realizaron desde 1941 salidas sobre la Europa ocupada. Los pilotos polacos se ganaron el respeto de la RAF por su valor casi fanático y espíritu de lucha. En 1943 un grupo selecto de pilotos polacos denominados PFT (Polish Fighting Team) fue enviado al Norte de África. Pilotando Spitfires tras 2 meses reclaman 26 aparatos alemanes e italianos.

### Spitfire holandeses
En junio de 1943 la RAF creó el 322 escuadrón, pilotado por holandeses y equipado con Spitfire Mk. V. En 1944 recibe Spifire XIV, con los que interceptaron bombas volantes V1. En agosto cambiaron a Spitfire IX para misiones de ataque al suelo en los Países Bajos y escolta de bombarderos. En enero de 1945 el escuadrón queda basado en Holanda.

### Spitfire griegos
El 335 escuadrón de la RAF fue creado en octubre de 1941 compuesto por personal griego. En enero de 194r recibió aviones Spitfire y fue trasladado a Italia desde donde realizó operaciones sobre Albania y Yugoslavia. En noviembre de 1944 el escuadrón se trasladó a Grecia, atacando las islas del Egeo y Creta.

### Spitfires en la Luftwaffe
Docenas de Spitfire en buen estado cayeron en la Europa ocupada. La Luftwaffe usó algunos Spitfires capturados para evaluación y entrenamiento operativo. Sin embargo, la mayor parte de los Spitfire se desguazaron, algunos se desmantelaron para obtener piezas de repuesto y otros pocos se enviaron a depósitos. Algunas unidades de caza se hicieron temporalmente con Spitfires en condiciones de vuelo, pero no hay evidencias de su uso en combate. 
Algunos Spitfire se utilizaron en el Zirkus Rosarius, para entrenamiento de combate y mejorar las tácticas de combate aéreo. Al menos un Spitfire MK. V capturado fue equipado con un motor DB-601 en 1942 y evaluado.

### Spitfire en Portugal
Portugal ya había expresado interés al inicio de la guerra y solicitó comprar 15 Spitfire Mk, petición nunca atendida, para modernizar sus cazas. Los primeros Spitfire fueron 18 Mk. Ia que se recibieron en 1942, siendo asignados a la Base Aérea 3 (Tancos), llegando en 1944 19 Mk. V para reemplazarlos. Los siguientes 15 Spitfire Mk. V recibidos en 1943 se asignaron a la Base Aérea 2 (Ota). En 1947 otros 40 Spitfire excedentes de la RAF se entregaron a Portugal. En total se recibieron 112 Spitfire de las versiones Ia, Vb y LF Vb.
Los Spitfire se retiraron de servicio activo en 1955. Algunos siguieron volando destinados en la BA 1 (Sintra) como aviones de instrucción.

### Servicio en la posguerra
Tras el fin de la Segunda Guerra Mundial, el Spitfire se mantuvo en servicio en las fuerzas aéreas de muchos países, algunos de ellas hasta la década de 1960.
Europa
Poco después de finalizar el conflicto, la Fuerza Aérea Sueca equipó el ala de reconocimiento fotográfico, F 11 en Nyköping, al sur de Estocolmo, con 50 Spitfire Mk XIX, designados como S 31. Varias misiones del S 31 a finales de los años 1940 supusieron la violación del espacio aéreo soviético y al menos en una ocasión del espacio aéreo finlandés. En esa época, ningún caza soviético podía alcanzar la altitud operacional del S 31. Ningún avión sueco se perdió durante estas misiones, pero a comienzos de la década de 1950, las defensas aéreas soviéticas ya eran lo suficientemente efectivas y esta práctica finalizó.
Durante la guerra civil griega, los Spitfires volaron en servicio de la RAF y la SAAF desde octubre a diciembre de 1944 y en la Fuerza Aérea Griega desde 1946 hasta el fin de la guerra en agosto de 1949. Ya en diciembre de 1944, las tensiones entre los partidos EAM y ELAS y las fuerzas británicas llevaron a que los Spitfire de la RAF comenzaran a operar contra objetivos de ELAS y EAM alrededor de Atenas. Los escuadrones griegos de Spitfire no participaron en los ataques. En 1946 comenzó la guerra civil, para entonces la RAF ya había transferido sus escuadrones griegos a la fuerza aérea griega que contaba con tres escuadrones equipados con Spitfire. Los Spitfire se emplearon en la guerra, ametrallando y lanzando napalm sobre posiciones comunistas. Sin embargo, los griegos consideraron que le faltaba alcance y capacidad de llevar munición para ser realmente efectivo en el ataque al suelo. A ello se unió su vulnerabilidad al fuego antiaéreo que hizo que se perdieran bastantes aviones.
Oriente Medio
Los Spitfire estuvieron en combate por última vez en la guerra árabe-israelí de 1948, cuando los aviones de la Fuerza Aérea de Israel pilotados por antiguos pilotos de la RAF como Ezer Weizman, se enfrentaron a los Spitfire egipcios.

Un Spitfire egipcio derribado sobre la playa de Tl Aviv.

Los Spitfires equiparon a la REAF (Real Fuerza Aérea Egipcia), que ya contaba con los aviones antes de la guerra. En 1945 Egipto compró 21 Spitfire, Con otros 41 Spitfire recibidos en 1946 y 1947. Sin embargo, la fuerza de Spitfire de la REAF fue sufriendo un continuo goteo de perdidas debidas a accidentes, fuego antiaéreo y aviones israelíes y británicos. Una semana después del comienzo de la guerra los Spitfire egipcios atacaron la base de la RAF en Ramat David, creyendo que había sido ocupada por Israel. En realidad la RAF seguía allí para proteger la retirada, siendo varios aviones británicos destruidos en el suelo. Varios Spitfires de la ARF despegaron y derribaron cinco Spitfires egipcios, una parte importante de su fuerza aérea. Los Spitfire egipcios tuvieron realizaron numerosos ataques a posiciones terrestres israelíes.
En el caso de la fuerza aérea israelí (IAF) se comenzó reparando dos Spitfire caídos en sus manos, pero después se logró reforzar la fuerza de cazas con un lote de Spitfire comprado al gobierno checoslovaco. Su llegada permitió inclinar la balanza del poder aéreo hacia la IAF, que pudo permitirse atacar la principal base aérea egipcia. En diciembre de 1948 un Spitfire egipcio fue capturado intacto cuando Israel tomó el aeródromo de El-Arish. A comienzos de 1949 los Spitfires israelíes eran ya dueños del espacio aéreo de Palestina. En aquellos días debido a un equívoco entraron en combate contra cuatro Spitfires de la RAF, que fueron derribados sobre la frontera con Egipto.
Asia
Los franceses recibieron un escuadrón de Spitfire Mk. VIII que la RAF abandonó en Tan Son Nhut en 1946. Fueron reforzados con 48 Spitfire LF.IX enviados desde Europa en 1947. Al comienzo de la Guerra de Indochina contaban con unos 60 Spitfire. Estos no funcionaron muy bien en el papel de apoyo cercano y su disponibilidad fue baja.
En la Emergencia Malaya el Spitifre se empleó en ataque contra la guerrilla comunista, atacando sus campamentos con cohetes. Los Spitfires y Seafires del RNAS volaron unas 1.800 misiones contra los comunistas.
Con la independencia India recibió los Spitfire de los escuadrones antes encuadrados en la RAF. Esto tuvieron un importante papel en asegurar que India lograra el control en Cachemira.

### Marcas
A finales de 1943 se realizaron pruebas de descenso en picado en Farnborough para investigar las características de manejo del avión cerca de la barrera del sonido. Debido a la limitación de mach crítico de cualquier avión de la época, se eligió un Spitfire Mk XI para los ensayos. Durante las pruebas, el avión EN409, pilotado por J. R. Tobin alcanzó la velocidad de 975 km/h o Mach 0,891 en un descenso de 45º. En abril de 1944, el mismo avión sufrió un fallo mecánico en otro descenso en picado. El piloto A. F. Martindale pudo aterrizar con éxito tras planear durante 30 km.
El 5 de febrero de 1952, un Spitfire Mk 19 del escuadrón N.º 81 con base en Hong Kong alcanzó la mayor altitud para este avión. El piloto, Ted Powles, durante un vuelo rutinario para la medición de la temperatura alcanzó los 50 000 pies de altura indicada (15 240 m), con una altura real de 15 712 m, la mayor marca registrada para un Spitfire.

## Supervivientes

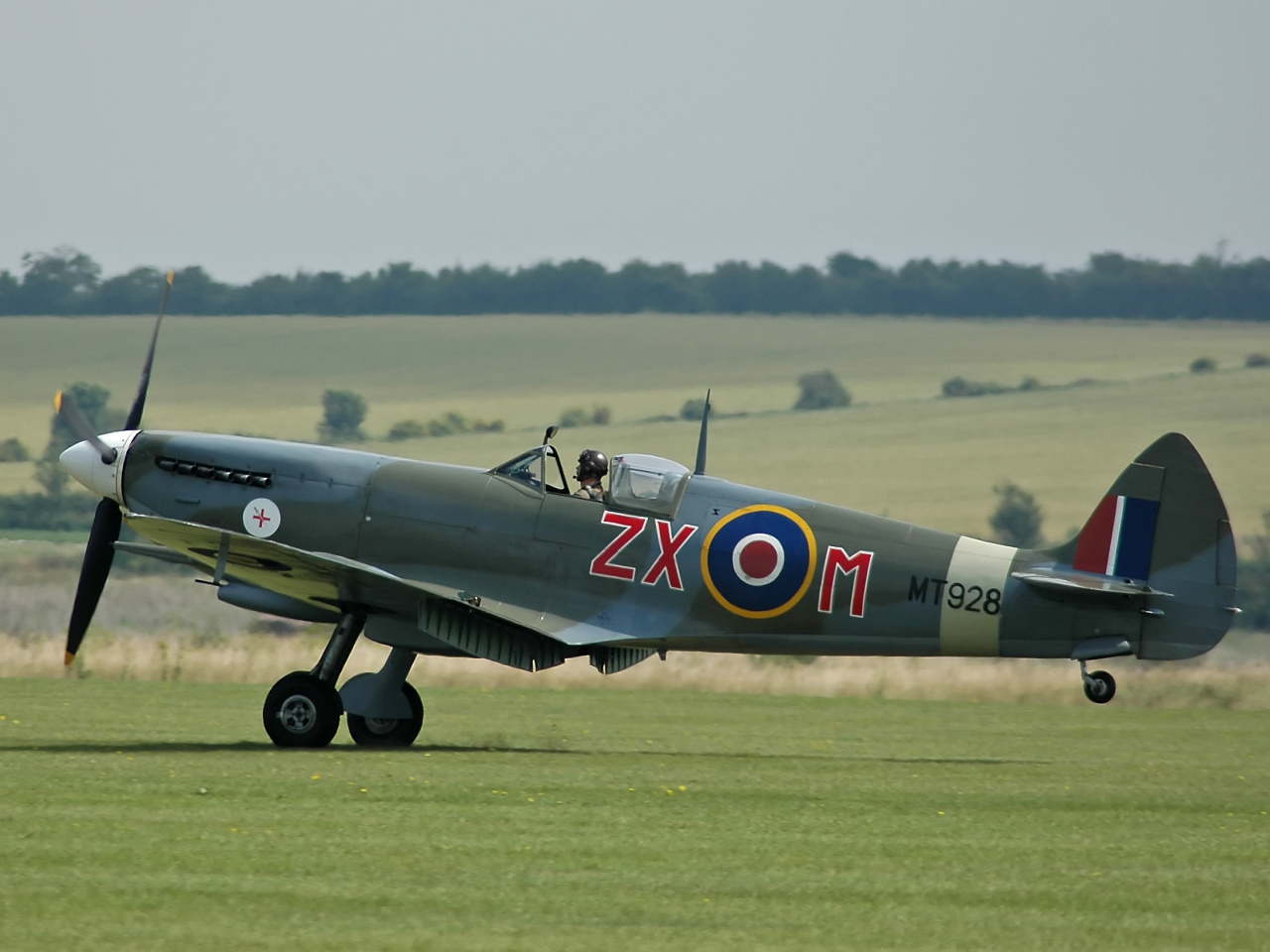
Spitfire Mk VIII en 2005

Existen en el mundo unos 44 aviones Spitfire y algunos Seafire con capacidad de volar, aunque muchos museos aéreos tienen ejemplares. La RAF mantiene algunos aviones para exhibiciones aéreas y ceremonias en el Battle of Britain Memorial Flight en Lincolnshire.
El Museo de Aviación de Temora, en Nueva Gales del Sur, tiene dos Spitfire con capacidad de vuelo: un Mk VIII y un Mk XVI, que vuelan con regularidad en las semanas de vuelo del museo.
Area51Aviation, una empresa británica especializada en antiguos aviones militares dispone de un Spitfire y un Seafire en su aeródromo de North Weald.
El Black Spitfire es un avión pintado de negro que fue pilotado por el piloto israelí y antiguo presidente Ezer Weizman. Se exhibe en el Museo de la Fuerza Aérea Israelí y se utiliza en exhibiciones de vuelo.

## Especificaciones (Spitfire Mk Vb)
Referencia datos: The Great Book of Fighters y Jane’s Fighting Aircraft of World War II

### Características generales
- Tripulación: 1 piloto
- Longitud: 9,1 m (29,9 ft)
- Envergadura: 11,2 m (36,8 ft)
- Altura: 3,9 m (12,7 ft)
- Superficie alar: 22,5 m² (242 ft²)
- Perfil alar: NACA 2209.4 (punta)
- Peso vacío: 2309 kg (5089 lb)
- Peso cargado: 3000 kg (6612 lb)
- Peso máximo al despegue: 3071 kg (6768,5 lb)
- Planta motriz: 1× Motor V12 sobrealimentado Rolls-Royce Merlin 45.
  - Potencia: 1096 kW (1470 HP; 1490 CV) a 2820 m

### Rendimiento
- Velocidad máxima operativa (Vno): 605 km/h (376 MPH; 327 kt)
- Radio de acción: 760 000 m (2 493 438 ft)
- Alcance en ferry: 1 840 000 m (6 036 745 ft)
- Techo de vuelo: 11 300
- Régimen de ascenso: 13,5 m/s (2657 ft/min)
- Carga alar: 119,91 kg/m²
- Potencia/peso: 0,36 kW/kg

### Armamento
- Ametralladoras: 4× Browning M1919 de 7,7 mm, con 350 proyectiles cada una.

- Cañones: 2× Hispano Mk II de 20 mm, con 60 proyectiles cada uno.
- Bombas: 2× bombas de 113 kg (250 lb).

## Cultura popular
- La batalla de Inglaterra de 1969, con Laurence Olivier, Michael Caine, Christopher Plummer entre otros. Ambientada en 1940, la película muestra varias secuencias con un total de doce Spitfire en vuelo, además de otros aviones británicos y alemanes del momento.
- Piece of Cake de 1987, con Tom Burlinson es una serie de televisión producida por Independent Television. Basada en la novela de Derek Robison, se trata de una miniserie de seis partes que cubre desde la preguerra hasta el Día de la Batalla de Inglaterra, el 15 de septiembre de 1940.
- Un mundo azul oscuro de 2001, una película checa sobre un piloto de la Checoslovaquia Libre que pilota un Spitfire durante la Segunda Guerra Mundial. Se utilizaron tomas desechadas de La batalla de Inglaterra para la película.
- The First of the Few de 1942, dirigida y producida por Leslie Howard, donde también interpreta a R. J. Mitchell. David Niven interpreta a su amigo y piloto de pruebas Geoffrey Crisp quien narra la biografía de Mitchell en forma de flashback.
- Foyle's War de 2002, serie donde aparece varios pilotos de la RAF volando en Spitfire. Se utilizó un Spitfire Mk V real durante la filmación.
- Aces High canción de Iron Maiden, habla sobre un piloto de Spitfire de la RAF luchando contra un grupo de Bf 109 de la Luftwaffe durante la batalla de Inglaterra.
- Aces - Iron Eagle III, donde aparece un Spitfire usado para acrobacia y demostraciones aéreas.
- «Spitfire», canción de The Prodigy.
- La canción «Spitfire» del grupo inglés Public Service Broadcasting es en referencia al avión de combate y en su videoclip pueden verse imágenes del mismo en acción.[33]
- En la película Dunkerque se utilizaron auténticos Spitfires en condiciones de vuelo para el rodaje.[34] Los aviones poseen un rol principal en la película, e incluso, una de las canciones de la banda sonora se titula "Supermarine".[35]

### Desarrollos relacionados
- Supermarine S.6B
- Supermarine Seafire
- Supermarine Spiteful
- Supermarine Seafang

### Aeronaves similares
- Messerschmitt Bf 109
- Focke Wulf Fw 190
- Heinkel He 112
- Bell P-39 Airacobra
- Curtiss P-40
- F6F Hellcat
- North American P-51 Mustang
- Dewoitine D.520
- Macchi MC.202 Folgore
- Macchi C.205 Veltro
- Kawasaki Ki-61 Hien
- Mitsubishi A6M Zero
- Hawker Hurricane
- Hawker Tempest
- Martin-Baker M.B.5
- Mikoyan-Gurevich MiG-3
- Yakovlev Yak-9

### Secuencias de designación
- Secuencia F_S (Cazas de la Armada estadounidense, 1922-1962 (Supermarine, 1943)): FS

### Listas relacionadas
- Anexo:Cazas de la Segunda Guerra Mundial
- Anexo:Aeronaves militares utilizadas en la Segunda Guerra Mundial
- Anexo:Aeronaves militares de los Estados Unidos (navales)